# Catedral de Valladolid
La Catedral de Valladolid és un temple catòlic situat a la ciutat de Valladolid amb categoria de catedral, seu l'Arxidiòcesi de Valladolid. Concebuda en el segle xvi i dissenyada per l'arquitecte Juan de Herrera, és un edifici d'estil herrerià amb afegits barrocs, actualment es troba construïda en un 40-45% a causa de la falta de recursos i a les despeses provocades per la difícil fonamentació del temple, situat en una zona amb un gran desnivell en el terreny.
Va obtenir la categoria de catedral l'any 1595, després d'haver estat un temple col·legial depenent de la diòcesi de Palència.
Està situada al centre de la ciutat, en una zona lleugerament elevada, prop de l'església de Santa Maria l'Antiga i construïda al costat de la col·legiata de Santa Maria, anterior església col·legial de Valladolid, alguns dels espais van ser destruïts per continuar amb les noves obres.

## Història

### Antecedents

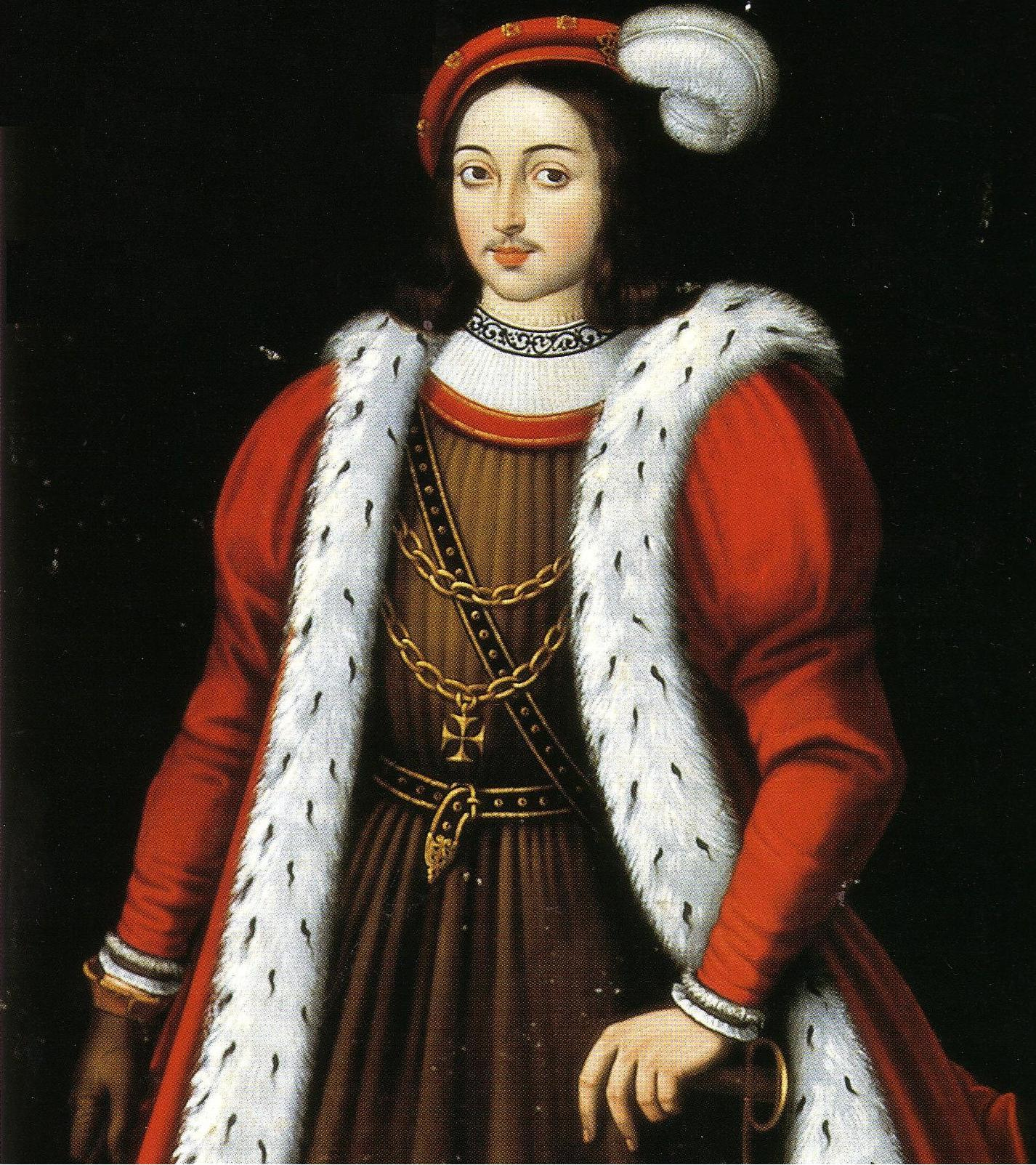
Retrat del comte Pedro Ansúrez.

A l'últim quart del segle xi el rei Alfons VI de Lleó va encomanar al comte Pedro Ansúrez la repoblació i administració de la zona que avui comprèn la província de Valladolid. Una de les viles, Valladolid, va ser triada pel comte Ansúrez com a assentament seu i de la seva família i com a centre des del qual organitzaria i governaria tota la repoblació de l'entorn. En aquells temps Valladolid era un llogaret envoltat per una tanca de defensa, que comptava amb un alcàsser i dues ermites dedicades a dos sants hispans tradicionals: Sant Julià i San Pelayo. El comte Ansúrez va triar la zona d'extramurs per edificar el seu propi palau.
A més del palau va construir una església o capella privada, que seria l'origen de l'actual església de Santa María la Antigua, i una col·legiata o església Major que va substituir l'esmentada ermita de San Pelayo i que va realçar la importància religiosa de la vila. Aquesta església Major, edificada en art romànic, es va anomenar Santa María la Mayor i va ser l'origen de la catedral vallisoletana.

#### Primera col·legiata
Com s'ha comentat abans, al solar que ocupava una antiga ermita dedicada a San Pelayo, el comte Ansúrez i la seva dona, la comtessa Eylo, varen fundar la primitiva col·legiata l'any 1095.
La ciutat creixia i calia dotar-la d'una església que servís de temple major. Aquesta col·legiata va esdevenir el principal temple de la ciutat. La col·legiata no va ser una església aïllada sinó que va néixer com un monestir familiar del comte Ansúrez, que al mateix temps servia d'església Major de la vila i que comptava amb menys rendes que un bisbat, però que pretenia mantenir la seva independència, sotmetent-se directament a Roma. Res queda d'aquesta primitiva col·legiata, només les restes de la torre romànica dels temps del comte Ansúrez, construïda als peus i amb la funció de torre-pòrtic. Aquesta col·legiata va ser coneguda com a Santa María la Mayor.

#### Segona col·legiata delseglexiii

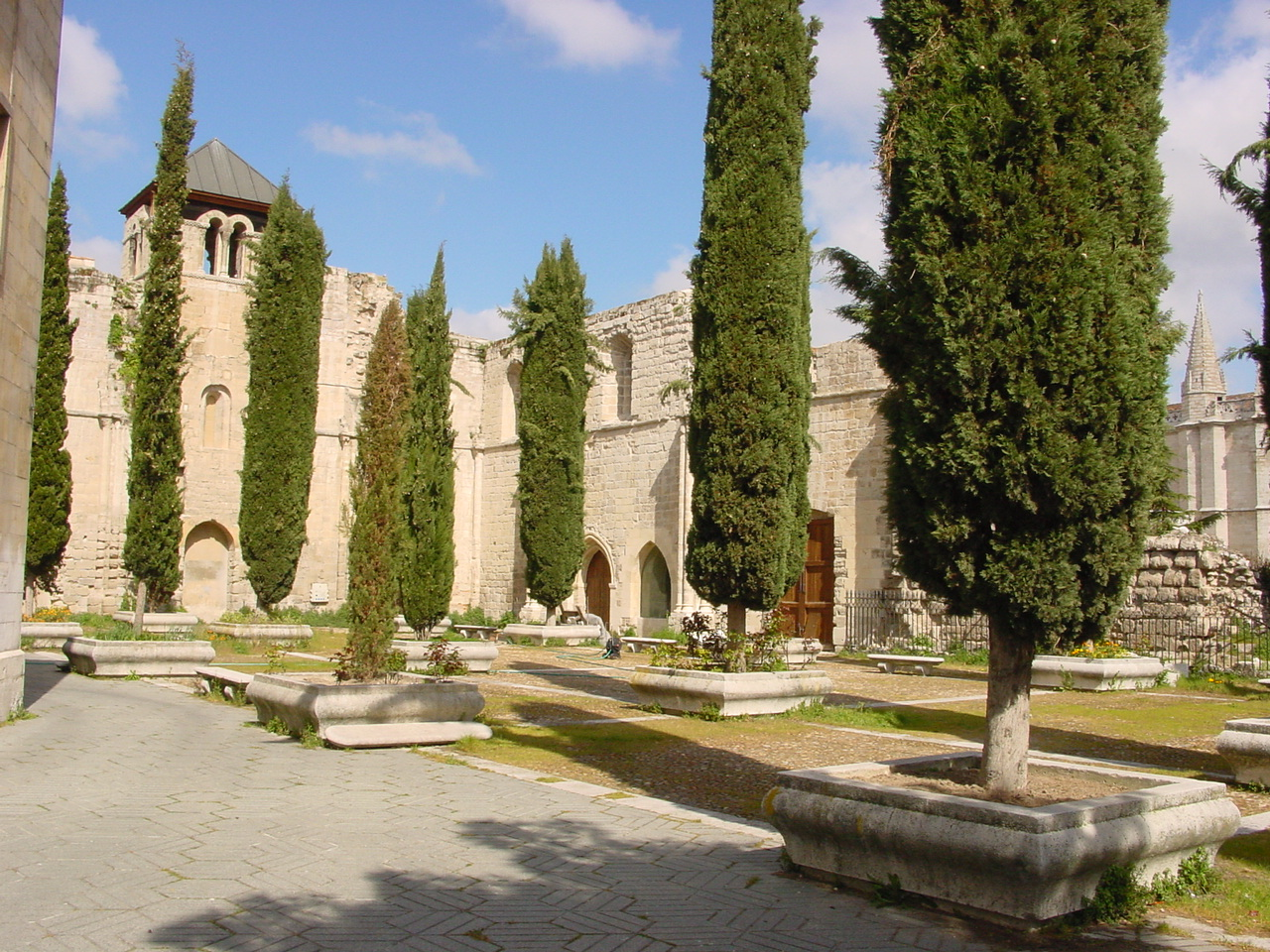
Ruïnes de la segona col·legiata amb la torre romànica al fons, els xiprers indiquen el lloc on estaven els pilars de l'església

Entre els anys 1219 i 1230, regnant Ferran III el Sant i sent canceller de Castella Joan de Sòria, es va dur a terme la construcció de la segona col·legiata sobre el solar de la primera, respectant només la torre romànica que va deixar de ser torre-pòrtic el 1333 quan es varen construir davant una sèrie de capelles destinades a enterraments. Són les capelles que han resistit el pas del temps i que formen part des de l'any 1965 del Museu Diocesà i Catedralici de Valladolid.
Aquesta col·legiata es va mantenir a l'ús fins al 1668 en què definitivament es va traslladar el culte al temple herrerià.

#### Tercera col·legiata renaixentista
El 1527, el Capítol va convocar un concurs entre arquitectes, al qual varen assistir els més prestigiosos mestres del moment: Diego de Riaño, Juan de Álava, Francisco de Colonia, Juan Gil de Hontañón i Rodrigo Gil de Hontañón, sent encomanada l'obra a Juan Gil de Hontañón i al seu fill Rodrigo. Segons el parer del Capítol, la col·legiata del segle xiii s'havia quedat petita i massa senzilla per a la categoria de Valladolid, en un moment en què s'havien construït la Catedral de Segòvia i la Catedral Nova de Salamanca i en què els convents de la ciutat (Convent de Sant Pau, església del monestir de San Benito el Real i Convent de Sant Francesc sobretot) pagaven grans i sumptuoses obres. Aquest mateix any, al mes de juny, es va col·locar la primera pedra. El projecte, en principi ambiciós, similar al de la Catedral de Segòvia (una església de tres àmplies naus, amb capelles entre els contraforts, creuer i capçalera que se suposa seria semicircular, ja que es conserven només traces del sector dels peus d'aquest edifici), tot just va passar de la fonamentació i de l'elevació d'uns metres. Les obres van avançar molt lentament per falta de recursos econòmics i també perquè van sorgir greus problemes amb el tema de l'expropiació, ja que necessitaven els terrenys cap al sud, a causa del fet que s'havia canviat per complet l'eix de la nova planta (la nova col·legiata no es va començar a construir sobre l'antiga sinó perpendicular a ella): quedaria la capçalera al nord, al costat de l'antic claustre de la col·legiata anterior i els peus al sud. Així i tot, l'atri quedaria una mica elevat, per la qual cosa varen ser necessàries unes escalinates per accedir-hi (aquesta nova disposició serà respectada pels plànols de la catedral d'Herrera i així és com es veu la catedral en el present).
Es varen fer els fonaments aquest mateix any de 1527, començant la construcció pels peus, per poder fer ús de l'antiga col·legiata mentre duraven les obres. La idea era arribar al creuer, que cauria a la zona de l'antic claustre, i començar llavors la demolició total. Però l'avanç era tan lent que el mateix Gil de Hontañón es va veure obligat a fer reformes en la col·legiata vella per seguir l'ús litúrgic sense problemes. Rodrigo Gil de Hontañón va morir a 1577 i les obres seguien pràcticament com al principi. Havien passat 50 anys i la moda i les tècniques a l'art de construir havien canviat.

### Quarta col·legiata - catedral: Juan de Herrera

Planta actual de la Catedral de Valladolid, amb cadascuna de les seves parts numerades:
1. Capella de Sant Joan Evangelista
2. Capella de La nostra Senyora dels Dolors
3. Capella de Nostra Senyora del Sagrari
4. Capella de Sant Ferran
5. Capella Major
6. Capella de la Magdalena
7. Capella de Sant Josep
8. Capella de Sant Pere
9. Capella de Sant Miquel
10. Sagristia
11. Capella de Sant Llorenç
12. Sala Capitular
13. Capella de Sant Tomàs
14. Angle del Claustre
15. Capella de Sant Blai i de Sant Joan Evangelista
16. Torre de la Col·legiata
17. Capella de Santa Agnès
18. Sala Nova del Museu

Des de la mort de l'arquitecte Rodrigo Gil de Hontañón en 1577, les obres de la tercera col·legiata havien quedat paralitzades. Només s'havien posat els fonaments i elevat alguns metres d'alguns murs. Davant d'aquesta situació, el Capítol va decidir continuar la gran obra, tot i que la seva situació econòmica no era pròspera. Aprofitant una estada de Juan de Herrera a Valladolid (requerit per Ajuntament per fer els plànols de diverses obres municipals), el Capítol es va entrevistar amb ell i li va demanar l'estudi i traces d'una nova col·legiata que fos d'acord amb els temps i que s'edificaria sobre les obres de l'anterior renaixentista, seguint el mateix eix nord-sud, sempre perpendicular a la vella col·legiata de la qual encara es conservaven algunes capelles. L'arquitecte va acceptar l'encàrrec i es va posar immediatament a treballar, de manera que el 13 maig de 1582, Pedro de Tolosa, que havia treballat en el Monestir d'El Escorial i en Villagarcía de Campos, va obtenir el mestratge major per a les obres, fent-se càrrec d'elles sota la direcció de l'arquitecte Diego de Praves, home de confiança de Juan de Herrera. Pedro de Tolosa va morir l'any següent i el va succeir com a mestre d'obres el seu fill Alonso.
A instàncies de Felip II, la col·legiata en construcció va prendre el rang de catedral. El 21 maig de 1595 va tenir lloc la solemne consagració, dirigint la cerimònia l'arquebisbe de Toledo, Bernat, amb el bisbe de Palència, Raymundo, assistits pels bisbes Pere (de Lleó), Gómez (de Burgos), Osmundo (d'Astorga), Martín (d'Oviedo) i Amorico (de Lugo), acompanyats de diversos comtes i cavallers. A l'any següent, el 1596, Felip II va atorgar el títol de Ciutat a la vila de Valladolid. El 1597 va morir Juan de Herrera i un any després, el 1598, va morir Felip II.
Les obres s'havien dilatat més del que s'esperava, així que el Capítol va prendre la decisió d'inaugurar la nova catedral, encara que estigués incompleta. El 26 d'agost del 1668, en una cerimònia de gran solemnitat, va ser consagrada la part construïda de la nova catedral, que es componia de les tres naus, les capelles del costat de l'Evangeli, una capella en el costat de l'Epístola i tres absis provisionals en l'espai en què se suposava aniria el creuer.

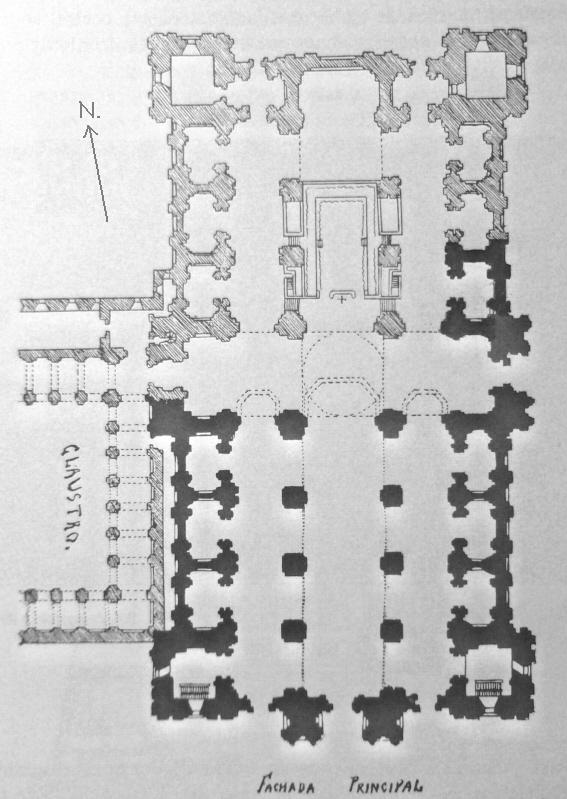
Planta ideal de la Catedral, segons el projecte de Juan d'Herrera. S'observa el projecte de gran església de tres naus amb creuer i cor obert als fidels, amb l'altar visible. En negre, es mostren les parts de l'edifici construïdes, mentre que les no realitzades estan ratllades. A la línia de punts es mostren els tres absis provisionals del que tanquen actualment els realitzats.

Els recursos econòmics varen seguir sent escassos malgrat les ajudes dels reis i altres donacions, pel que les obres de la catedral o es paralitzaven o continuaven lentes i sense grans avanços arquitectònics. Ja entrat el segle xviii, es va aixecar la torre del costat de l'Evangeli, seguint les traces de Herrera, encara que no gaire fidelment. En 1713 es van poder acabar les capelles del costat de l'Epístola, encara en estil herrerià, tot i que venia imposant-se el barroc. No obstant això, el cos alt de la façana principal va ser acabat al gust del nou corrent artístic, seguint les traces de l'arquitecte Alberto de Churriguera. Els plànols i dibuixos d'aquest arquitecte que es guarden en els arxius, disten bastant de la interpretació i realització que varen donar els mestres d'obres corresponents i els picapedrers, que no van saber estar a l'altura. La façana principal, amb les seves estàtues, va ser acabada en 1733.
Les obres d'engrandiment de la catedral van quedar interrompudes a la meitat del projecte de Herrera. A més, la torre que s'havia aixecat a principis del segle xviii, es va enfonsar en 1841, causant danys a l'edifici que van haver de ser reparats, encara que la torre mai es va tornar a aixecar. A principis d'any 1880, va començar la construcció de la torre del costat de l'Epístola, que va finalitzar en 1890, excepte la rematada actual de la cúpula i l'escultura del Sagrat Cor de Jesús que es van afegir el 1923.
Entre 1922 i 1928 es van fer reformes interiors, entre d'altres l'eliminació del cor de la nau central, la construcció de la tribuna del nou òrgan, (per a això es va desbaratar part del creuer que ja no servia com a tal), i la instal·lació del retaule major de Juan de Juni. Entre 1962 i 1964 hi va haver un intent bastant afortunat de rematar en alguna mesura el projecte de Herrera allà on havia quedat inacabat (sempre en l'única meitat construïda), rematant la part alta del costat de l'Epístola a l'exterior, i el primer cos de la portada, que en teoria hauria donat accés al creuer. El 1965 es van restaurar les capelles de l'antiga col·legiata, salvades de la demolició perquè les obres de la catedral no van prosperar. En aquestes capelles es va situar el Museu Diocesà Catedralici.

## Exterior
L'edifici està només construït des dels peus fins al creuer. De l'altra part, des del creuer a la capçalera, només està acabada una capella fornícula del costat de l'Evangeli i les fonamentacions de la seva simètrica del costat de l'Epístola. Per això, l'edifici presenta avui dia tres naus, separades amb grans pilars de planta quadrada que subjecten grans arcs de mig punt, presentant només quatre trams cadascuna i rematant en tres absis provisionals construïts al segle xvii, amb maó, al lloc on hauria d'haver estat el creuer. Als costats del conjunt de les tres naus hi ha vuit capelles fornícules (quatre a cada costat) tancades amb reixes, que guarden retaules barrocs, rococós i neoclàssics, a més d'alguna mostra d'escultura funerària.
A l'exterior, l'edifici també només està conclòs fins al creuer, si bé manca una torre de la façana principal, que es va enfonsar el 1841, i la que actualment es conserva, va ser construïda entre 1880 i 1890 i no és fidel en absolut a les traces de Juan de Herrera. Tampoc el cos alt de la façana principal (orientada al sud) és fidel als plànols herrerians, perquè va ser dissenyat per Alberto de Churriguera a principis del segle xviii.

### Façana sud

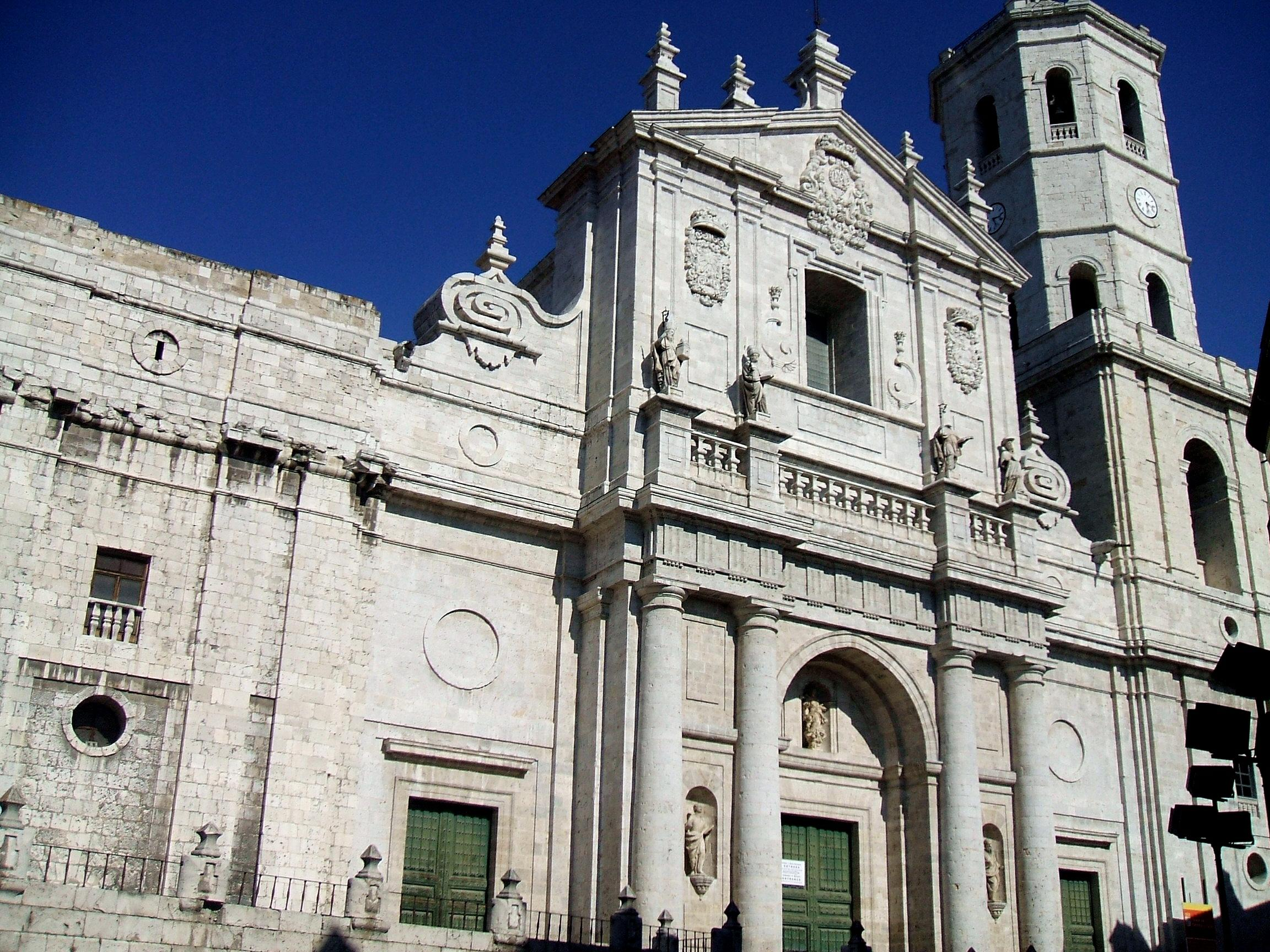
Vista de la façana sud de la catedral.

A l'exterior destaca la portada de la façana principal, que estaria situada entre les dues torres, de les quals només existeix avui una, aixecada al segle xix sense seguir els plànols d'Herrera. Està resolta com un colossal arc de triomf d'ordre dòric i distribuïda en tres cossos centrals ben definits:
- El primer cos, presenta quatre columnes i dues imatges de Sant Pere i Sant Pau situades en dues fornícules excavades en els intercolumnis. Al timpà de l'arc que hi ha damunt la porta es troba una imatge de la Mare de Déu de l'Assumpció, titular de la catedral. Les escultures de Sant Pere, Sant Pau i la de la Mare de Déu van ser realitzades per Pedro Baamonde al segle xviii quan es va edificar el segon cos de la façana. Sobre els capitells de les quatre columnes, separant els dos primers cossos, s'assenta un arquitrau amb fris i cornisa.
- El segon cos, edificat segons les traces de Alberto Churriguera al segle xviii, presenta, en alçada, les mateixes dimensions que el primer. Posseeix una gran finestra rectangular amb llindar, flanquejada per pilastres que continuen les columnes dòriques del cos baix, amb els símbols del Sol i la Lluna entre elles, temes marians, realitzats per l'escultor de Salamanca Juan García Espinosa. Sobre la finestra se situa una cornisa que serveix de separació amb el tercer cos. Presenta una balustrada interrompuda lateralment per quatre pedestals, sobre les columnes del primer pis, sobre els quals se situen les estàtues en pedra dels quatre doctors de l'Església llatina: Sant Ambròs, Sant Agustí, obres de l'escultor Pedro Baamonde, Sant Gregori i Sant Jeroni, obres de l'escultor Antoni de Gautúa.

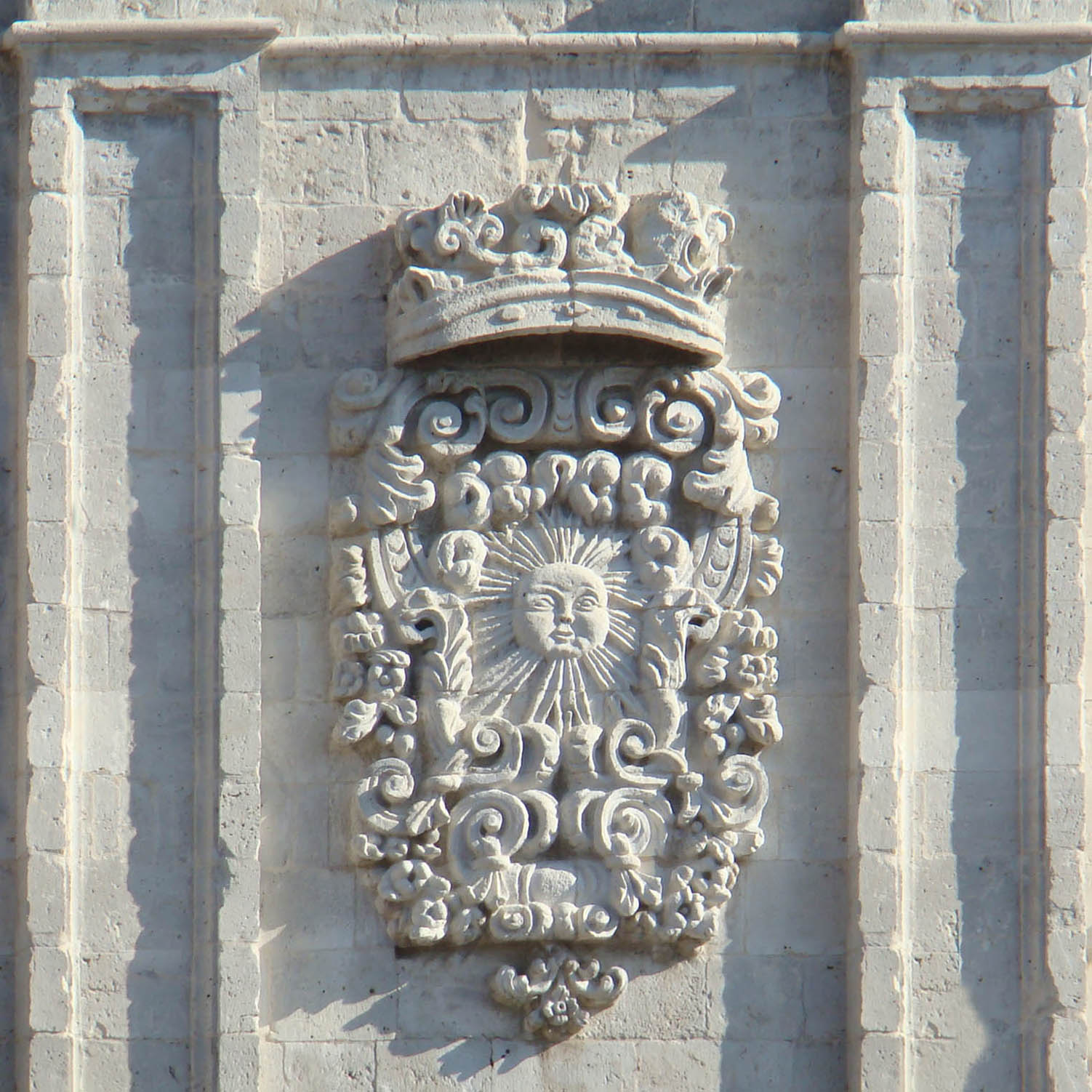
Escut amb el tema marià del Sol.
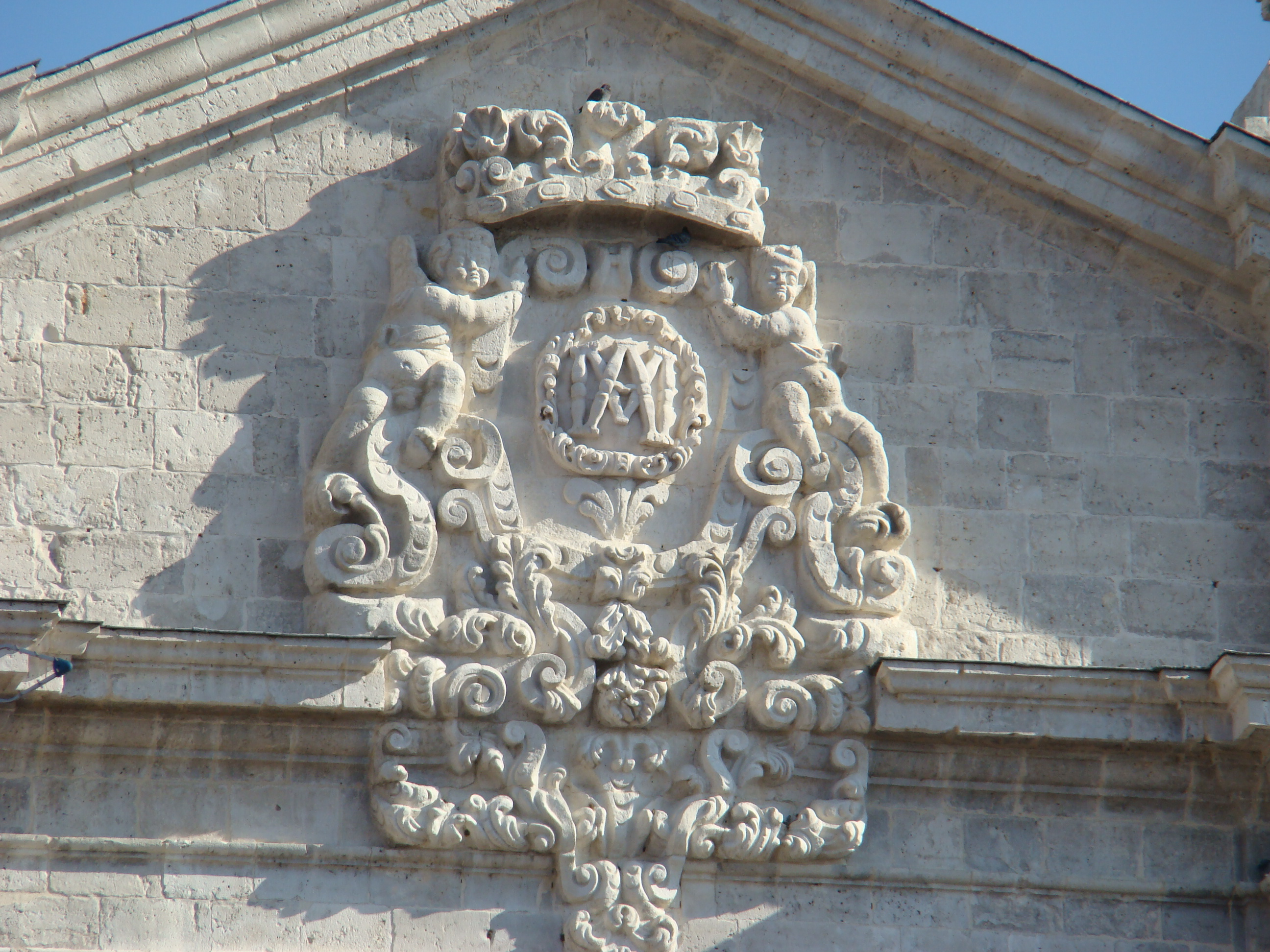
Escut sostingut per dos àngels amb les inicials de Maria.
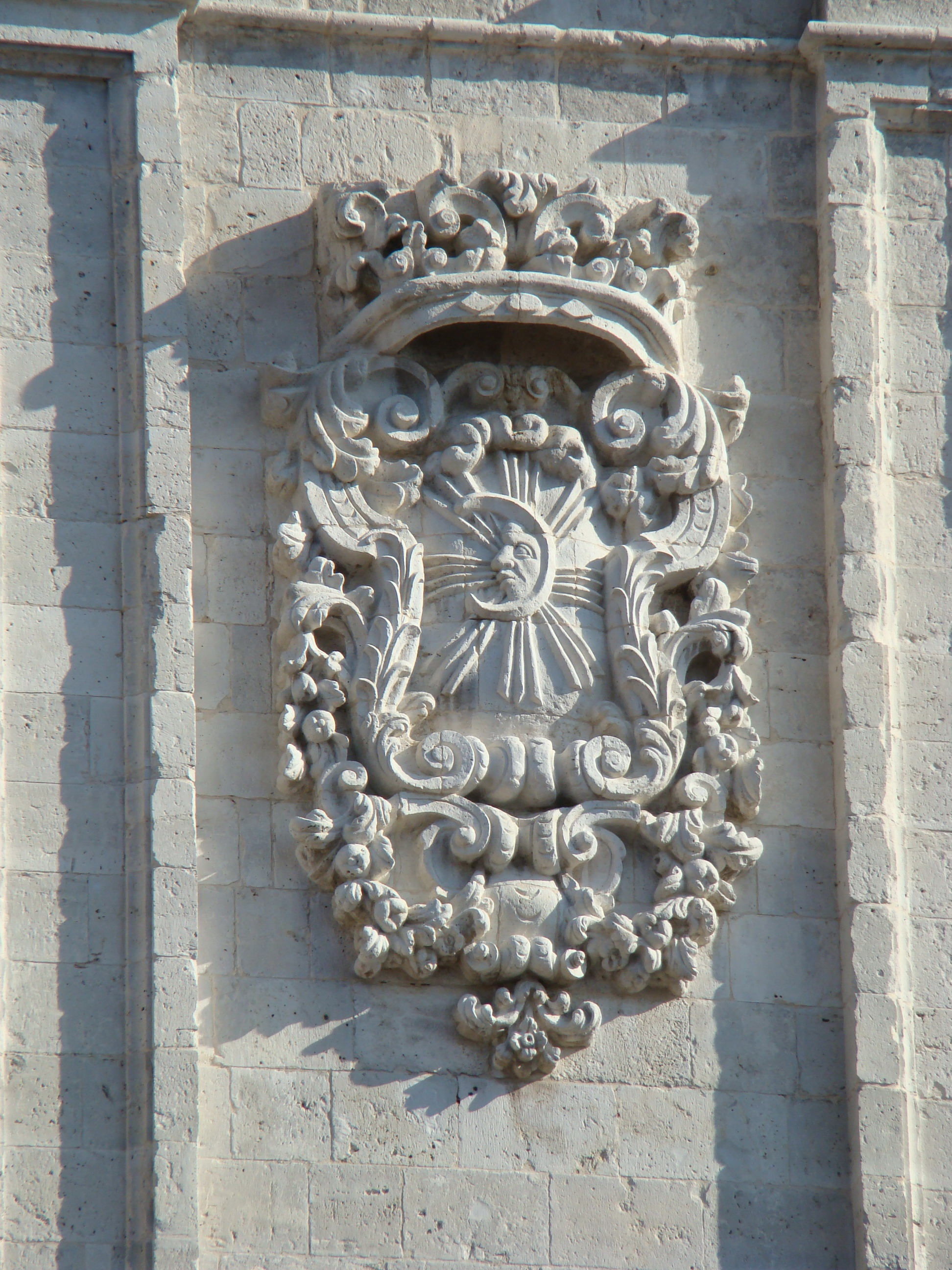
Escut amb el tema marià de la Lluna.

- L'últim cos es remata amb un triangle concebut a manera de frontó en el centre del qual se situa un escut sostingut per dos àngels que acullen les inicials de Maria. Damunt la teulada del frontó hi ha quatre pilars barrocs, dos a cada costat, i una altra de més gran al vèrtex rematat amb una creu de ferro forjat.

Els cossos laterals de la façana presenten dues portes que s'obren a les naus menors de l'interior de la catedral. Sobre aquestes portes es troba un cercle en relleu i una cornisa sobre la qual s'aixeca un altre cos de poca altura amb un altre cercle en relleu, de grandària menor, acabat amb un adorn en voluta o roleu d'estil xorigueresc.

### Façana oest

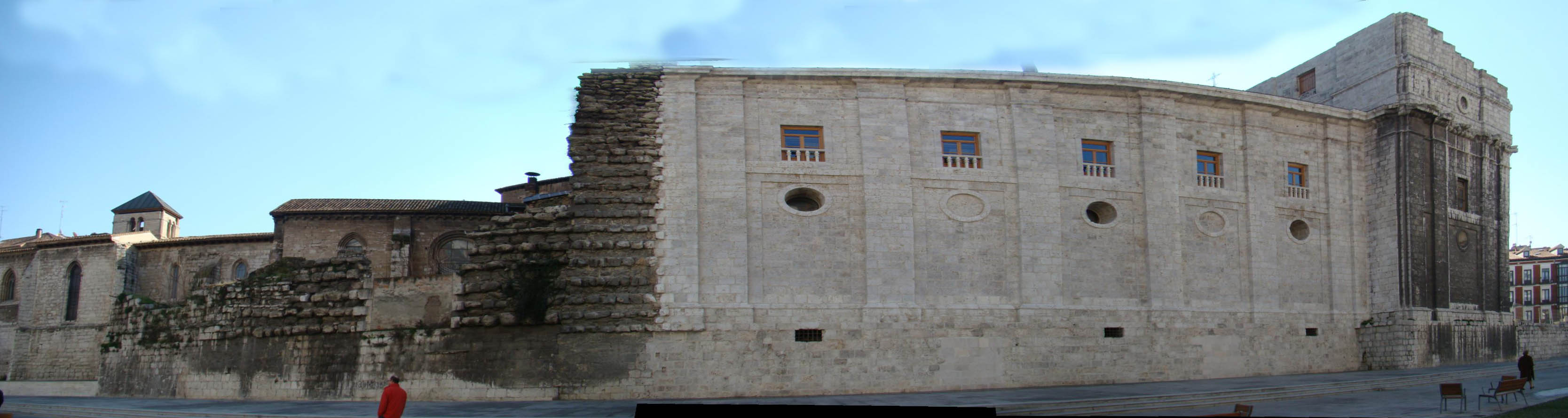
Façana oest. Es veu l'edifici conclòs fins al creuer, la torre enfonsada amb la cornisa destrossada i les ruïnes de la col·legiata baix-medieval.

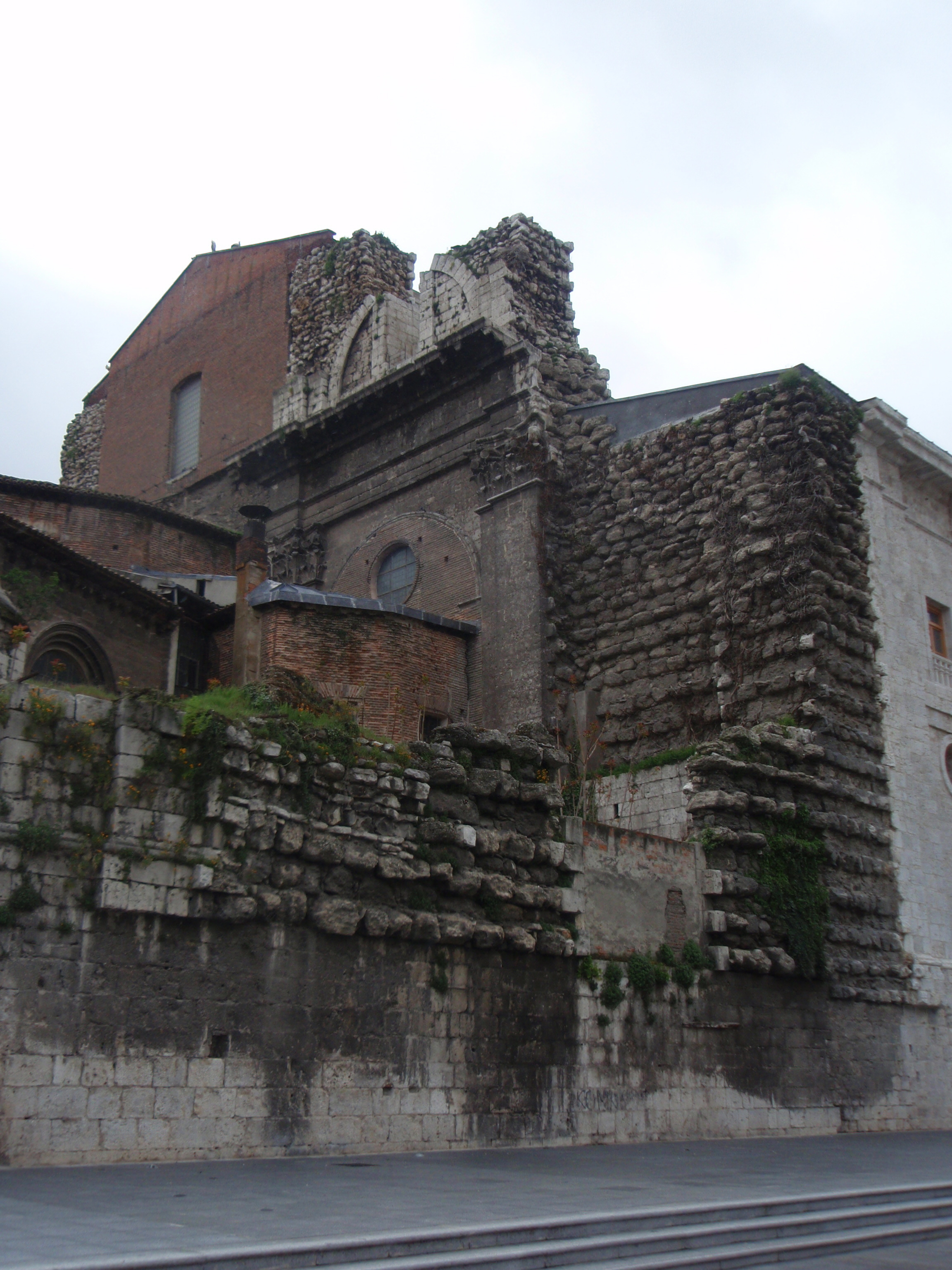
Vista de la façana oest, amb el creuer inconclús i els murs sense la seva fulla exterior. Es veuen els capitells de les pilastres i el gran entaulament interior, que està a l'exterior per no haver-se cobert mai aquesta part de l'edifici. També s'aprecia el tancament de la nau amb maó i els tres absis del.

En aquest costat, l'edifici està conclòs fins al creuer, encara que falta la torre de la façana principal, enfonsada el 1841. De la façana del creuer només estan realitzats la fonamentació i les arrencades dels murs, però sense el revestiment exterior. A aquesta façana hauria estat aferrada al claustre dissenyat per Herrera si s'hagués construït.

### Façana est

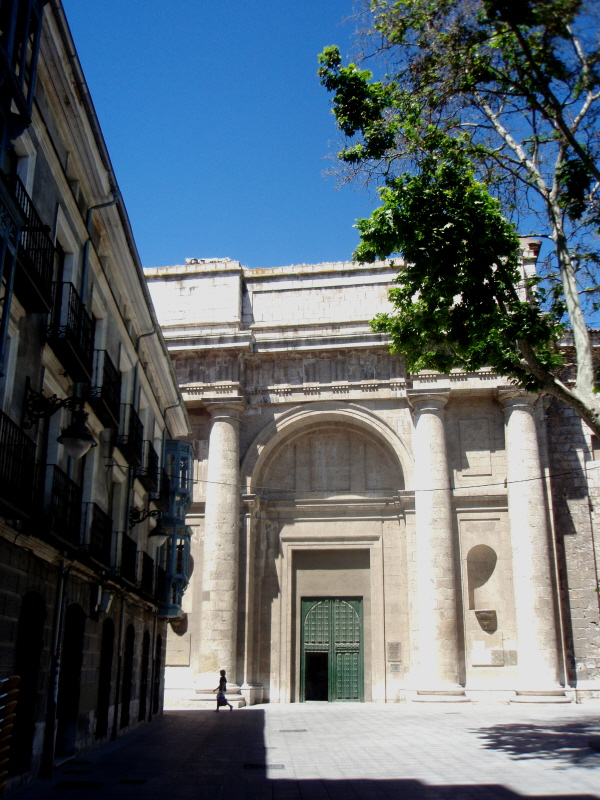
Vista, des de la plaça de la Universitat, del cos baix de la façana est del creuer, construït entre 1962 i 1964.

Només s'havien construït fins a mitjan segle xx la meitat baixa del tancament exterior de les capelles-fornícula fins al creuer, la part alta que tanca la nau central, amb els seus contraforts en forma d'arcbotant invertit, i l'exterior d'una capella-fornícula del sector de la capçalera, després del creuer, que quedava aïllada per no estar unida amb la resta, ja que la façana del creuer no estava ni tan sols començada. Entre 1962 i 1964, es van reprendre les obres amb la idea de completar en part el projecte d'Herrera sota la direcció de l'arquitecte A. Arenillas, construint-se la part alta de les capelles del costat de l'Epístola i el primer cos de la façana est del creuer. El resultat va ser bastant satisfactori. La façana del creuer, semblant al cos baix de la façana sud, presenta quatre gruixudes columnes, arc de mig punt que acull la porta d'entrada i un entaulament amb cornisa. Sobre aquest cos existiria un altre, que no està fet, amb una gran finestra flanquejada per dos parells de pilastres i coronat amb frontó amb boles a manera de acroteris.

### Façana Nord
Mai va ser construïda tal façana. Encara que des de l'exterior no es pot veure, aquesta part de la catedral és una barreja entre les ruïnes de la col·legiata i zones del que va poder ser el creuer d'Herrera. Allò construït del temple herrerià es remata per aquest costat amb un mur de maó que tanca la nau central a l'altura del creuer i els tres absis que rematen les naus. Per sobre es veuen els murs sense acabar del que hagués estat l'interior del creuer, amb el gran entaulament corinti, els capitells i els buits termals sense tancar.

### Torres

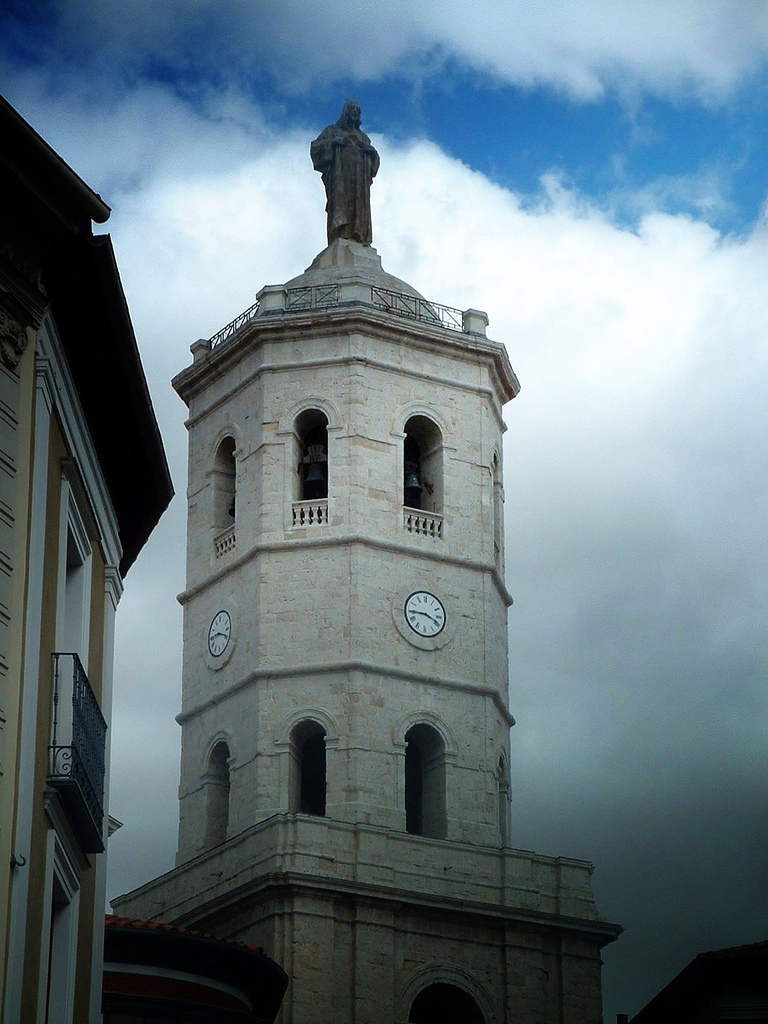
Torre actual de la catedral, construïda entre 1880 i 1890. La cúpula de coronació i l'estàtua monumental del Sagrat Cor de Jesús van ser afegides el 1923.

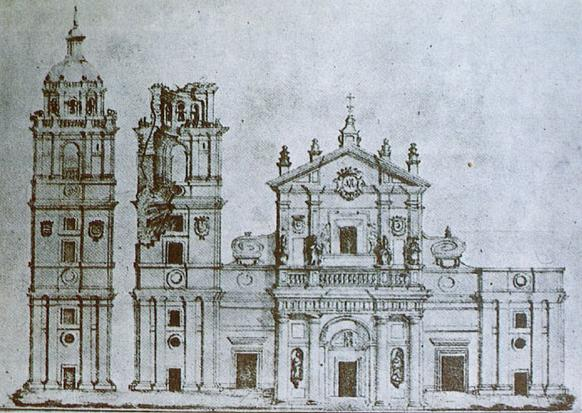
Dibuix d'Isidoro Domínguez Díez que mostra l'esfondrament de la torre de la catedral de Valladolid.

Juan d'Herrera havia concebut per a la catedral la construcció de quatre torres, dues a les cantonades de la façana dels peus i dues més baixes a les cantonades de la capçalera. Aquestes dues últimes mai varen arribar a construir-se i de les altres dues només es va aixecar la de l'oest. Segons els plànols, les torres constaven de tres cossos que es rematen en cúpula semiesfèrica i llanternó. El tercer cos havia de servir com a campanar.
Entre 1703 i 1709 es va aixecar la torre del costat de l'Evangeli, seguint les traces d'Herrera i dirigint les obres el mestre d'obres Antonio de la Torre. Anys més tard, substituint la cúpula semiesfèrica pensada per Herrera, se li va afegir un pis més, vuitavat amb buits on es van albergar les campanes, en un nombre més gran del previst i rematat amb cúpula de cascos i llanternó. La torre va començar a donar problemes, i al llarg del segle xviii es van fer tres reparacions, fins que al segle següent, el 1841, es va ensorrar tota la part de dalt, arrossegant gran part del tercer i segon cos. Les ruïnes corrien perill de desplomi, així és que les autoritats es van decidir pel seu enderrocament fins a l'altura del primer cos, que es mantenia sòlid i ferm.
Arran d'aquesta caiguda es va projectar l'alçat de l'altra torre del costat de l'Epístola. Caldrà esperar fins a 1879 perquè comencin les obres de la nova torre. Les traces d'Iturralde es basaven en les de Juan de Herrera, amb l'alteració de la coronació vuitavada, però suprimint per economia el segon cos de la torre ideada per Herrera, és a dir, el cos que tenia dues files de finestres superposades. En acabar el primer pis del cos vuitavat, es va inaugurar amb solemnitat el 4 abril de 1885. Hi va haver llavors nombroses crítiques davant l'escassa esveltesa de la torre i la seva poca alçada, per la qual cosa Iturralde es va veure obligat a construir sobre l'edificat dos cossos vuitavats més: un amb el rellotge i un altre amb una nova sala de campanes, similar a la del primer pis (ja construït en aquest moment) del cos vuitavat. Tot això es va realitzar entre 1886 i 1890, any en què la torre es va rematar amb una poca agraciada teulada i un parallamps. Per motius econòmics, fins ben entrat el segle xx no es va culminar l'obra amb la instal·lació del rellotge el 1911 i la col·locació de l'estàtua del Sagrat Cor el 1923.

## Interior

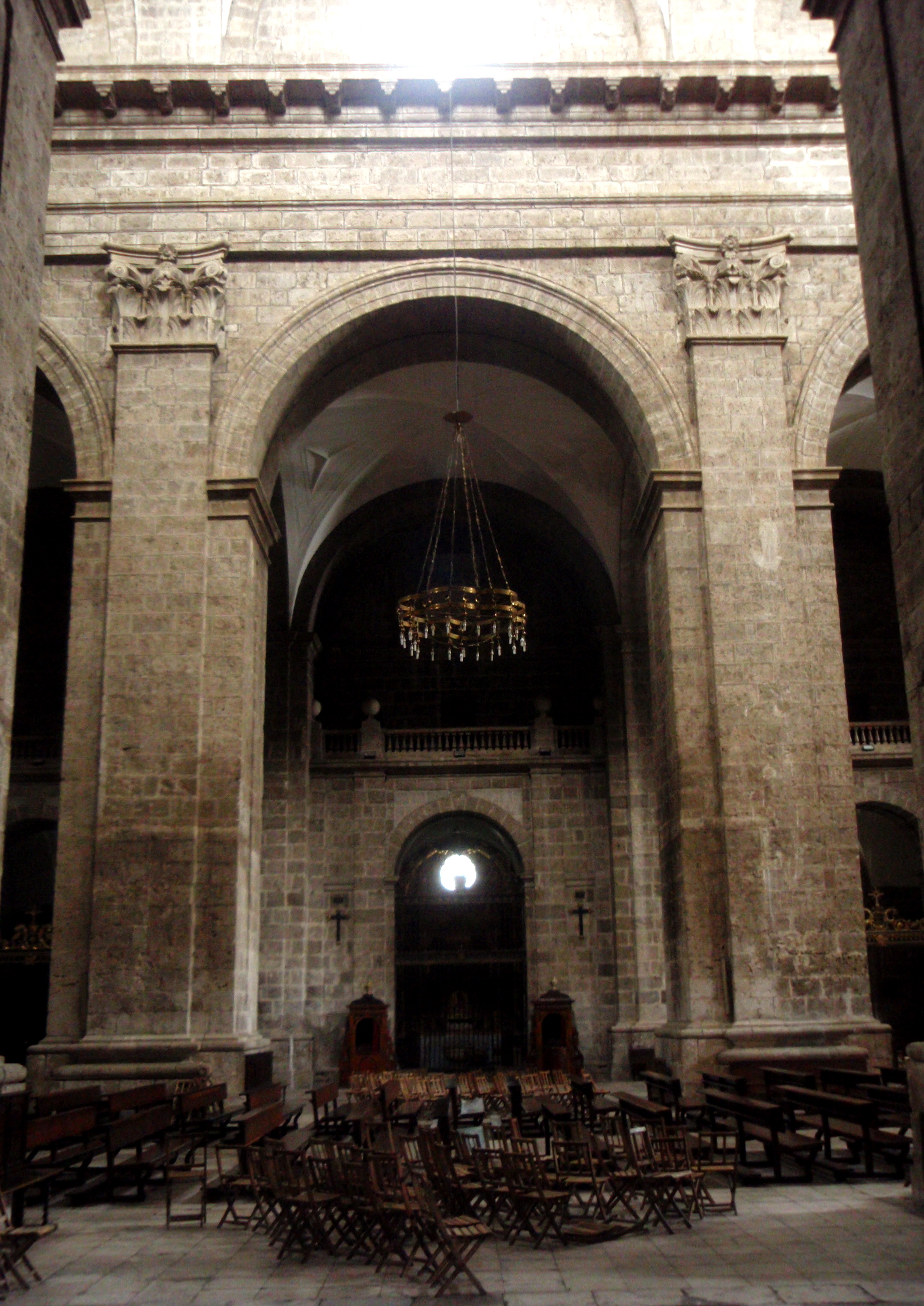
Alçat d'un tram de la nau central, amb els grans pilars de 13 peus de costat i les pilastres adossades que subjecten el gran entaulament. Al fons es veu el tancament de les naus laterals, amb les capelles fornícules amb el seu petit òcul de llum.

L'estil de la catedral de Valladolid és purista i sobri i es correspon amb el més típic classicisme herrerià, la qual cosa es demostra tant en la seva arquitectura com en la decoració.
La catedral presenta actualment tres naus de quatre trams rematades amb absis en el lloc on hagués estat el creuer. A l'interior, files de pilars amb pilastres adossades d'ordre corinti subjecten fileres d'arcs de mig punt. Les naus estan cobertes per voltes d'aresta.
El creuer ideat per Herrera no existeix com a tal perquè va ser convertit en espai per a la capella major i dos laterals. Només del creuer queden construïts alguns murs i el cos baix de la seva façana del costat de l'Epístola, a l'Est; en la sala anomenada Vestíbul del museu catedralici es pot veure l'arrencada d'un dels arcs torals que s'anaven a construir. L'espai del que va poder ser aquest creuer té la mateixa longitud que l'ample de les tres naus, i per això no sobresurt als costats del temple. En els seus extrems desemboca en dos portals però només està realitzat, amb porta d'accés i gran portada, el cos baix del corresponent al costat est, com ja s'ha dit. Entre els contraforts de cada nau del temple es troben emplaçades quatre capelles.

### Capella Major

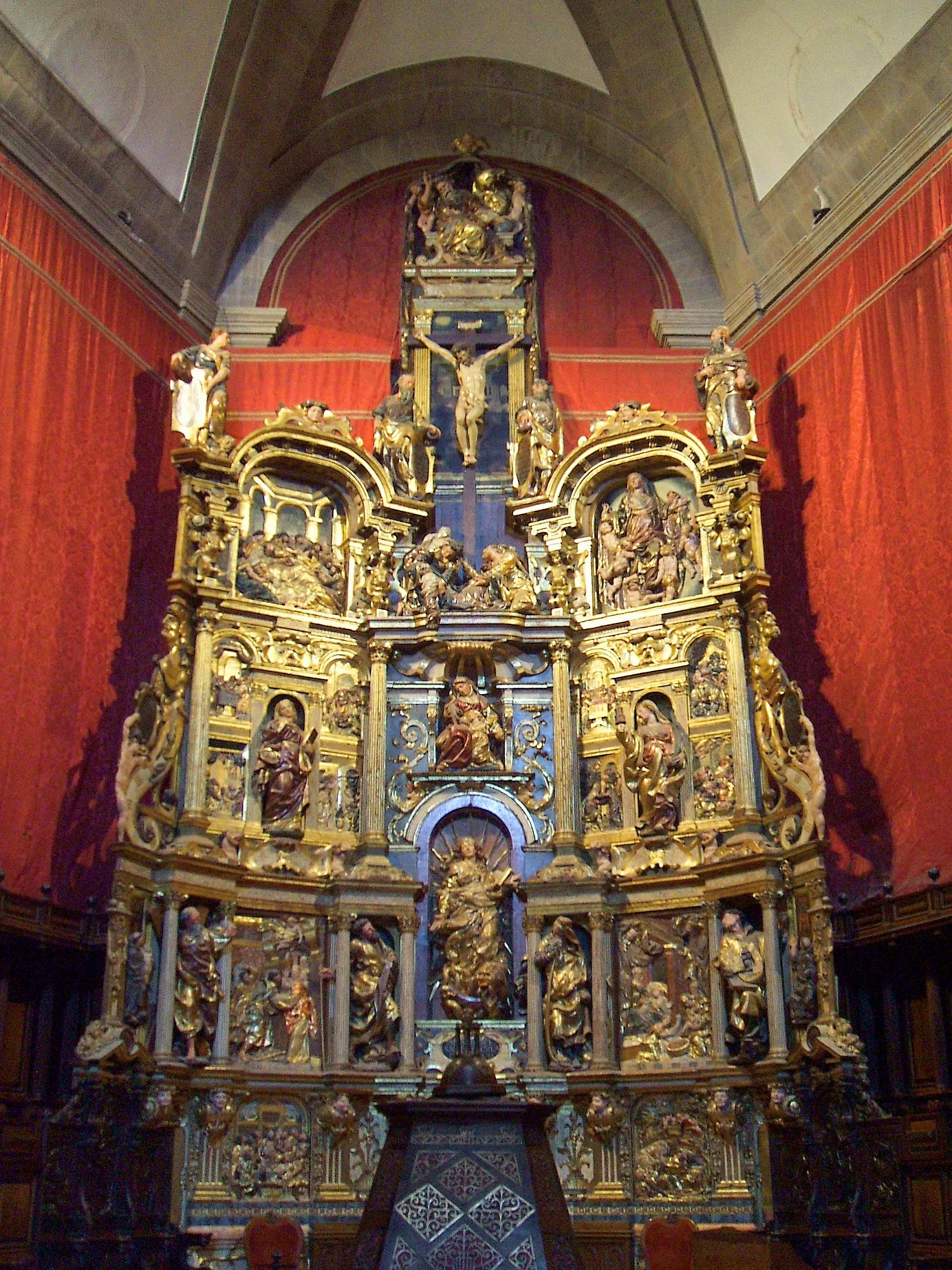
Retaule de la Capella Major de Juan de Juni.

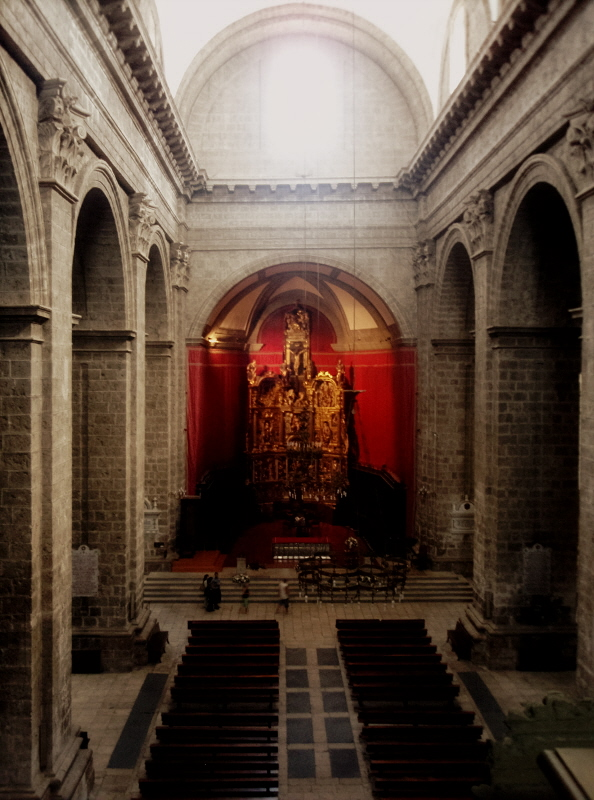
Vista de l'interior des de la tribuna de l'òrgan, als peus de la nau central. Al capdavant la capella major "provisional" del amb el retaule de Juan de Juni.

Es troba al presbiteri, a l'absis central. Les seves parets estan entapissades amb domàs carmesí i conté el retaule major, obra de Juan de Juni, que va ser traslladat des de la propera església de l'Antiga, el cadirat i un faristol del segle xvii, obra de Cristóbal Ruiz d'Andino. Al centre hi ha un altar adornat amb un frontal que presenta un treball de repujat en plata, obra barroca del segle xviii.

#### Retaule
El retaule procedeix de l'església propera de Santa Maria de l'Antiga. És el retaule que Juan de Juni va realitzar per a Santa Maria de l'Antiga en 1546 a més de sis seients adossats al mateix i formant un tot.
El retaule està dedicat a Santa Maria, pel que presenta escenes de la vida de la Verge i de Jesucrist. Està dividit en predel·la i tres cossos més l'àtic. En els dos primers cossos les columnes d'ordre compost serveixen de separació (o de marc) per a les diferents figures de sants esculpides en bust rodó. Els fustos no presenten cap ornamentació de grotescs, com encara es venia fent. El tercer cos no té escultures senceres sinó relleus que sobresurten bastant, contrastant amb els relleus del segon cos que estan al voltant de les figures i que sobresurten molt poc.
En els intercolumnis es troben les figures de Sant Andreu, Sant Josep, Sant Joaquim i Sant Agustí. Tenen l'originalitat que la creu de Sant Andreu treu el cap per darrere de la columna, en el buit següent i el mateix passa amb el bàcul de Sant Agustí.

#### Cor
Al contrari que moltes catedrals espanyoles en l'actualitat, el cadirat de cor no està col·locat a la nau, sinó en el presbiteri, mentre que l'òrgan es troba en una tribuna alta als peus. No obstant això, quan es va construir el cor en 1667, es va situar el cadirat al centre de la nau major, amb els òrgans als costats, segons costum de l'arquitectura religiosa espanyola, ocupant el segon tram pels peus de la nau central.
El cadirat original es va substituir a principis del segle xix pel cadirat que estava en el cor alt de l'església del convent de Sant Pau. Aquest cadirat, d'estil herrerià i realitzada amb fustes de gran qualitat, va ser manada construir pel duc de Lerma, patró del Convent de Sant Pau, al segle xvii i els seus autors van ser Francisco Velázquez i Melchor Beya, ambdós de Valladolid.
El 1928 es va desmuntar el recinte del cor i la reixa que el tancava va ser venuda. Es va fer la tribuna als peus de la catedral, on es va instal·lar un dels dos òrgans, i el cadirat es van portar al presbiteri, on es van col·locar en semicercle recolzats a la paret. Actualment segueixen disposats d'aquesta manera. Es troba el cadirat distribuït en dos grups simètrics flanquejant al retaule de Juan de Juni. Existeixen en total 32 cadires altes i 22 baixes sense comptar les sis cadires baixes que posseeix el mateix retaule de Juni.

### Capelles de la zona de l'evangeli
Són les capelles que es troben a l'esquerra, segons es mira a l'altar. Són les següents: Capella de Sant Joan Evangelista, Capella de La Mare de Déu dels Dolors, Capella de La Mare de Déu del Sagrari i Capella de Sant Ferran

#### Capella de Sant Joan Evangelista

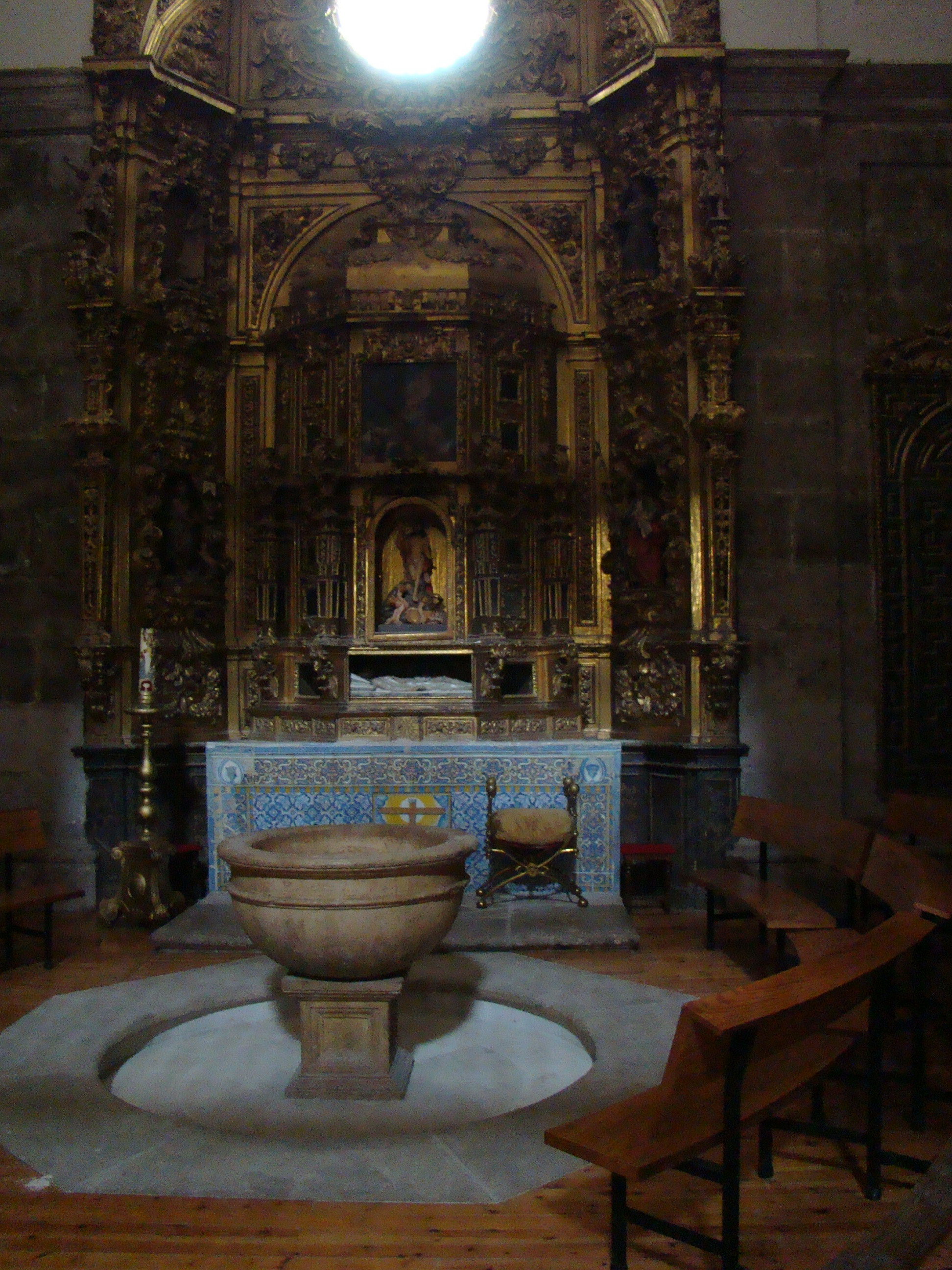
Capella de Sant Joan Evangelista amb la pila baptismal

Feia les funcions parroquials, ja que al seu interior es trobava la pila baptismal. És una capella de mida reduïda, ja que es troba just a sota de l'antiga torre. Amb l'enfonsament d'aquesta torre, es va procedir a refer la seva volta, imitant l'abans existent. Acull una escultura del sant titular del segle xvii. A més, hi ha diversos llenços i part de l'antic cadirat del segle xv procedent de la col·legiata. La capella es tanca amb una reixa del segle xvii, rematada amb cresteria barroca tallada en fusta.

#### Capella de La Mare de Déu dels Dolors

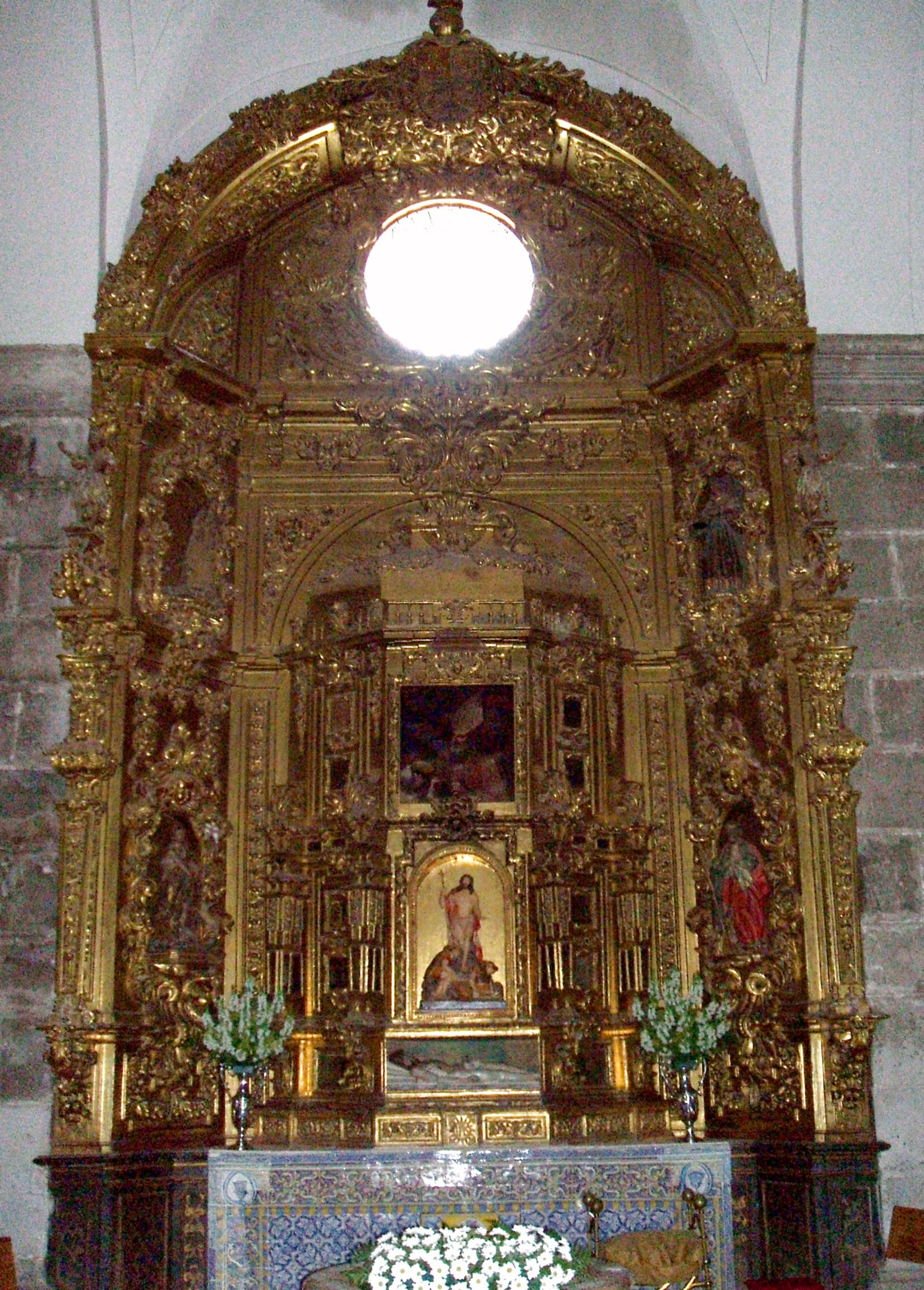
Capella de La Mare de Déu dels Dolors.

Formava part de l'antic patronat de la família dels Velarde. Posseeix un gran retaule barroc daurat, datat cap al 1700, amb estípits i un gran sagrari, adornat amb miralls. Flanquejant el retaule, es troben dues fornícules que contenen els reliquiaris de la Catedral, del segle xvii. En un costat de la capella es troba un retaule d'estil rococó, realitzat a 1776, per commemorar el naixement de Sant Simón de Rojas el 1552, en una casa que es trobava, abans de la construcció de l'actual catedral, en el lloc que avui ocupa aquesta capella; conté una pintura representant un passatge de la vida del sant. Al costat oposat a aquest últim retaule, es troba el monument sepulcral del fundador Juan Velarde (mort en 1616), d'estil classicista, amb quatre columnes dòriques entre les quals es troba el sarcòfag, també hi ha un retrat del fundador, obra de gran qualitat, atribuïda al pintor Francisco Martínez. Aquí es troba en l'actualitat la pila baptismal de la Catedral. La capella es tanca amb una reixa del segle xvi, potser procedent de la col·legiata, i col·locada aquí el 1674.
El sagrari reposa sobre l'urna d'un Crist jacent, còpia de Gregorio Fernández.

#### Capella de La Mare de Déu del Sagrari

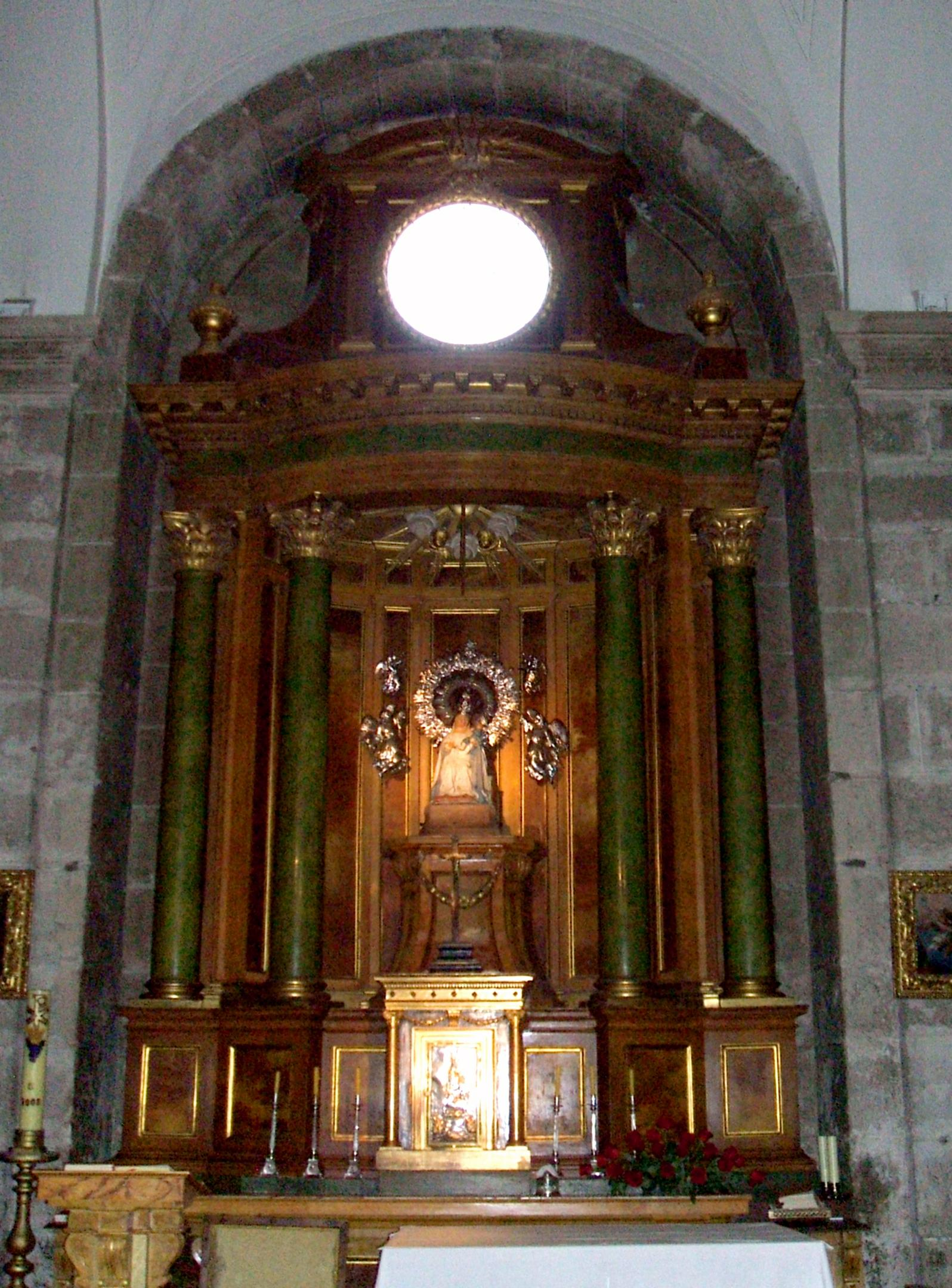
Capella de La Mare de Déu del Sagrari.

En aquesta capella es troba la imatge de La Mare de Déu del Sagrari, una escultura policromada de la Verge amb el Nen, de mida petita realitzada a pedra i que data del segle xv. Es va trobar aparedada el 1602, durant el transcurs d'unes obres a la col·legiata. El Capítol la va triar com la seva patrona i la va col·locar en aquesta capella, acabada en 1624. La imatge es troba en un retaule neoclàssic de 1788. La resta del mobiliari que atresora aquesta capella inclou: els llenços Sant Pere Regalat, La Mare de Déu de Sant Llorenç, La Caiguda de Sant Pau i Sant Ferran entrant a Sevilla, realitzats per Manuel Peti cap al 1700; altres pintures de sants corresponents als segles XVI a XVIII, una bona escultura de la Verge Dolorosa del cercle de Francisco de Rincón; sengles talles en fornícula de Sant Pere i Sant Pau, del segle xvii, i de Santa Caterina d'Alexandria, del segle xvi, i setze cadires de l'antic cadirat tardogòtic de la Col·legiata. Es tanca la capella amb una reixa de ferro amb cresteria barroca en fusta realitzada cap al 1650.

#### Capella de Sant Ferran

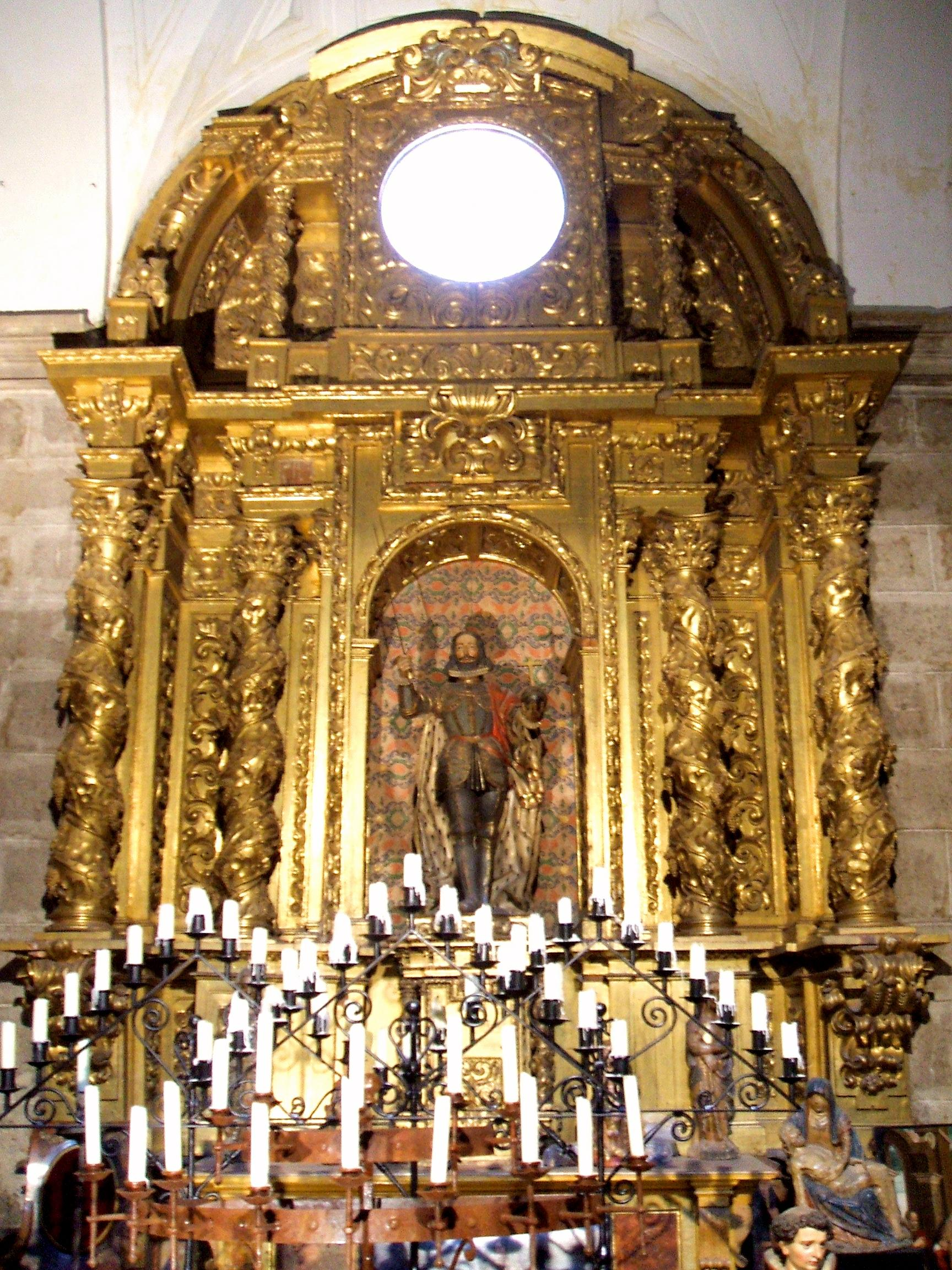
Capella de Sant Ferran.

Va ser fundada el 1585 per Juan de Santisteban, però a causa de la lentitud de la marxa de les obres del temple herrerià, la capella no es va materialitzar fins a gairebé noranta anys després. En el seu interior, es troba un retaule salomònic de 1680, obra de Pere de Cea, que s'organitza per mitjà de quatre columnes salomòniques entre les quals es troba una escultura de Sant Ferran tallada per Alonso de Rozas. També hi ha un retaule dedicat a la Immaculada, (situat abans en el rerecor) desmantellat el 1928, que conté el gran llenç de la Immaculada més les pintures amb els temes de l'Abraçada davant la Porta Daurada, Naixement de la Mare de Déu i Santa Anna i la Verge; totes aquestes pintures són obra de Felip Gil de Mena. Es tanca amb una reixa de 1678.

#### Capella de l'absis

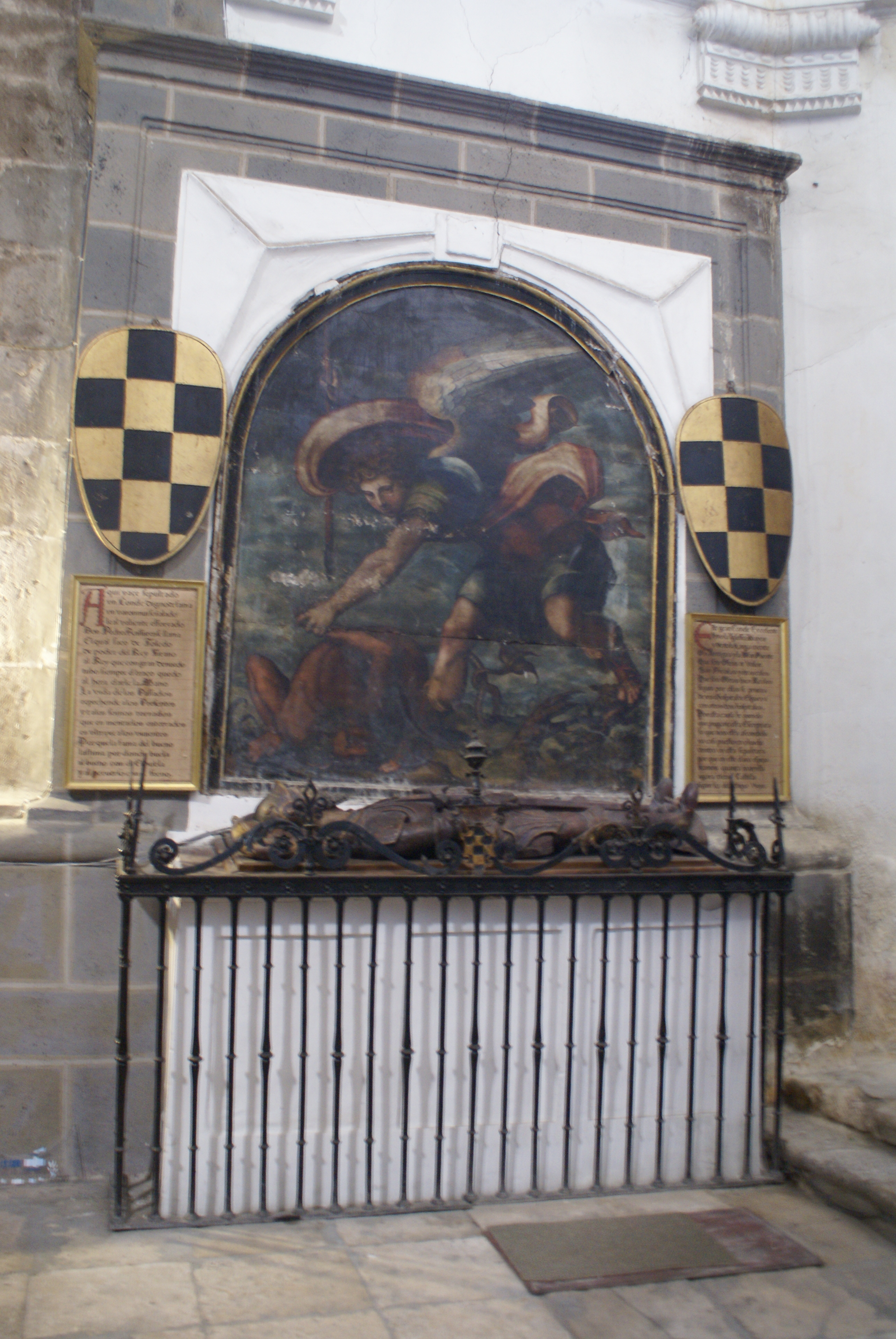
Sepulcre del comte Pedro Ansúrez, senyor i repoblador de Valladolid.

Remata la nau de l'Evangeli i notablement més baixa que aquesta. Va ser construïda al segle xvii de manera provisional, usant maó i guix. Posseeix planta vuitavada i es decora a l'interior amb diverses motllures i mènsules d'estil barroc. En aquesta capella, es troba el taulell on es despatxen els bitllets per entrar al Museu Diocesà i Catedralici; també es troben, a més del sepulcre del Comte Ansúrez, algunes obres d'art com el retaule neoclàssic format per una taula del segle xvi amb el tema de la Crucifixió del qual és autor el flamenc Michiel Coxie, que va treballar bastant durant el regnat de Felip II.

##### Sepulcre del comte Ansúrez
A la paret oest, i just darrere del taulell, està l'humil sarcòfag del comte Ansúrez, envoltat d'una senzilla reixa de ferro que té en el seu centre un petit escut amb les armes del comte. Sobre la làpida es troba una tosca escultura de fusta representant al comte en posició supí-horitzontal, amb casc i armadura. El comte va ser enterrat, segons els seus desitjos, a l'antiga col·legiata fundada per ell, i les seves restes van ser traslladats a aquest lloc el 1674. En el buit del nínxol es pot veure una taula del segle xvi pintada amb el tema de Sant Miquel, que recorda la confraria d'Escuders fundada pel comte Ansúrez. En els costats es repeteixen els escuts i a sota estan col·locades dues taules procedents del primitiu enterrament de la col·legiata pintades de blanc i escrites amb uns versos que elogien les bones qualitats d'Ansúrez.
L'historiador Juan Antolínez de Burgos, en la seva Història de Valladolid, compte que l'any 1556, en obrir el sepulcre per reparar l'arc, es va trobar el seu cos armat amb l'espasa i esperons, tal com es veu en la seva escultura.

### Capelles de la nau de l'epístola
Són les capelles que es troben a la dreta, segons es mira a l'altar. Són les següents: Capella de Sant Miquel, Capella de Sant Pere Regalat, Capella de Sant Josep, Capella de Sant Pere Apòstol i la Capella absidal.

#### Capella de Sant Miquel

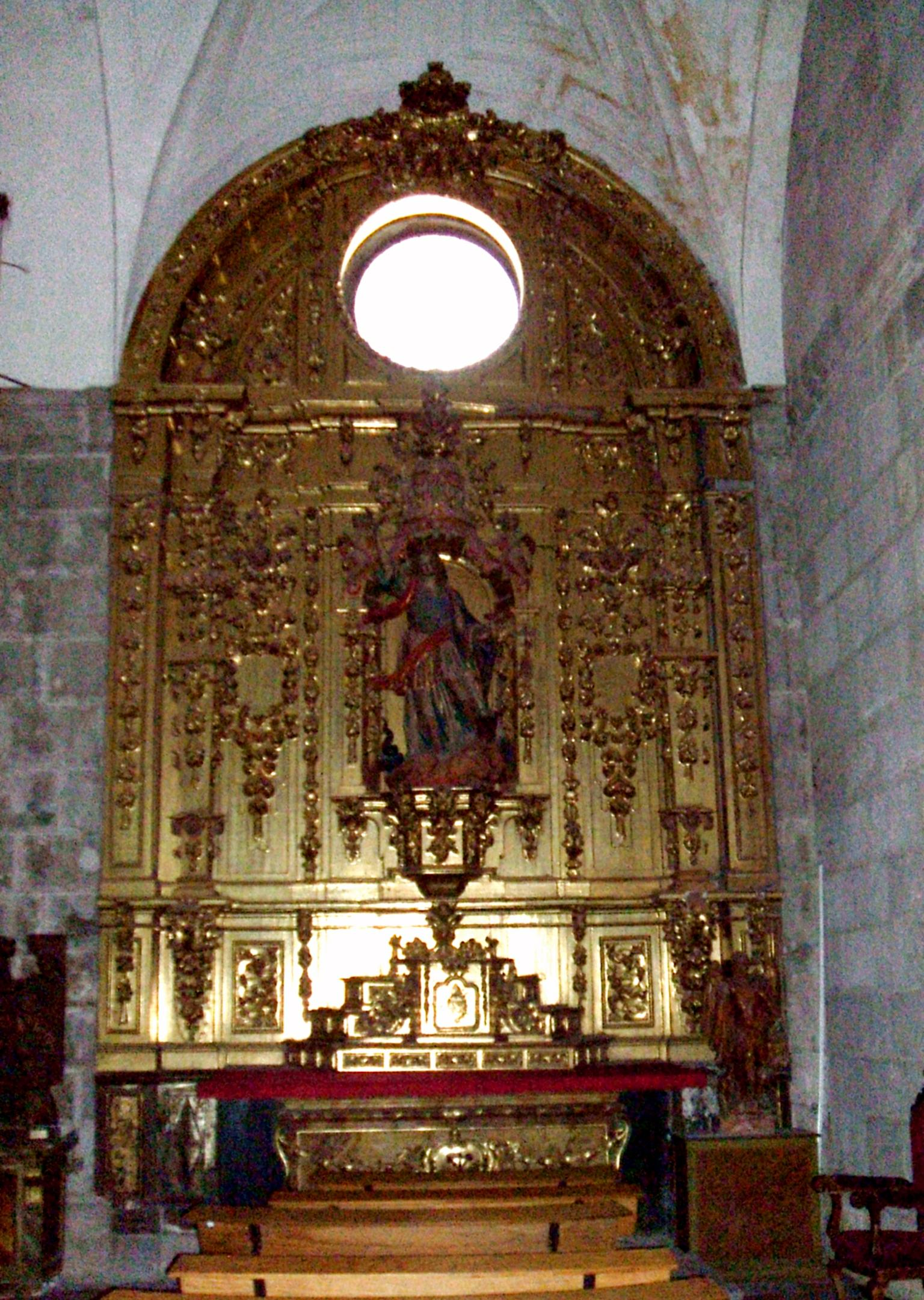
Capella de Sant Miquel.

Realitzada en 1712, es troba sota la torre realitzada entre 1880 i 1890. La seva reixa data també de 1712. El retaule, barroc i adornat amb cornucòpies d'estil xorigueresc, va ser realitzat el 1714 per Pedro de Rivas, i la seva escultura titular, probablement també va ser obra de Pedro d'Àvila.

#### Capella de Sant Pere Regalat
Originalment dedicada a la Magdalena, va ser realitzada el 1712, i va canviar la seva advocació el 1843 per la de Sant Pere Regalat, en honor del sant local. En un dels seus costats, en un retaule neoclàssic amb frontó triangular, conté un llenç neoclàssic de l'Assumpció, obra de Zacarías González Velázquez; davant d'aquest retaule hi ha un altre amb un llenç que representa a la Verge lliurant el nen a Sant Antoni de Pàdua, obra d'Alonso del Arco. No es conserva el retaule titular realitzat el 1714, però sí la Magdalena, possiblement realitzada per Pedro de Ávila, que es guarda en altres dependències catedralícies. Actualment, el retaule que posseeix la capella, d'estil rococó, amb dues columnes corínties de fust adornat, acull un gran llenç amb el tema de Sant Pere Regalat ressuscitant per donar menjar a un pobre, del pintor italià Placido Costanzi datat de la primera meitat del segle xviii. La reixa que remata la capella data de l'any 1712.

#### Capella de Sant Josep

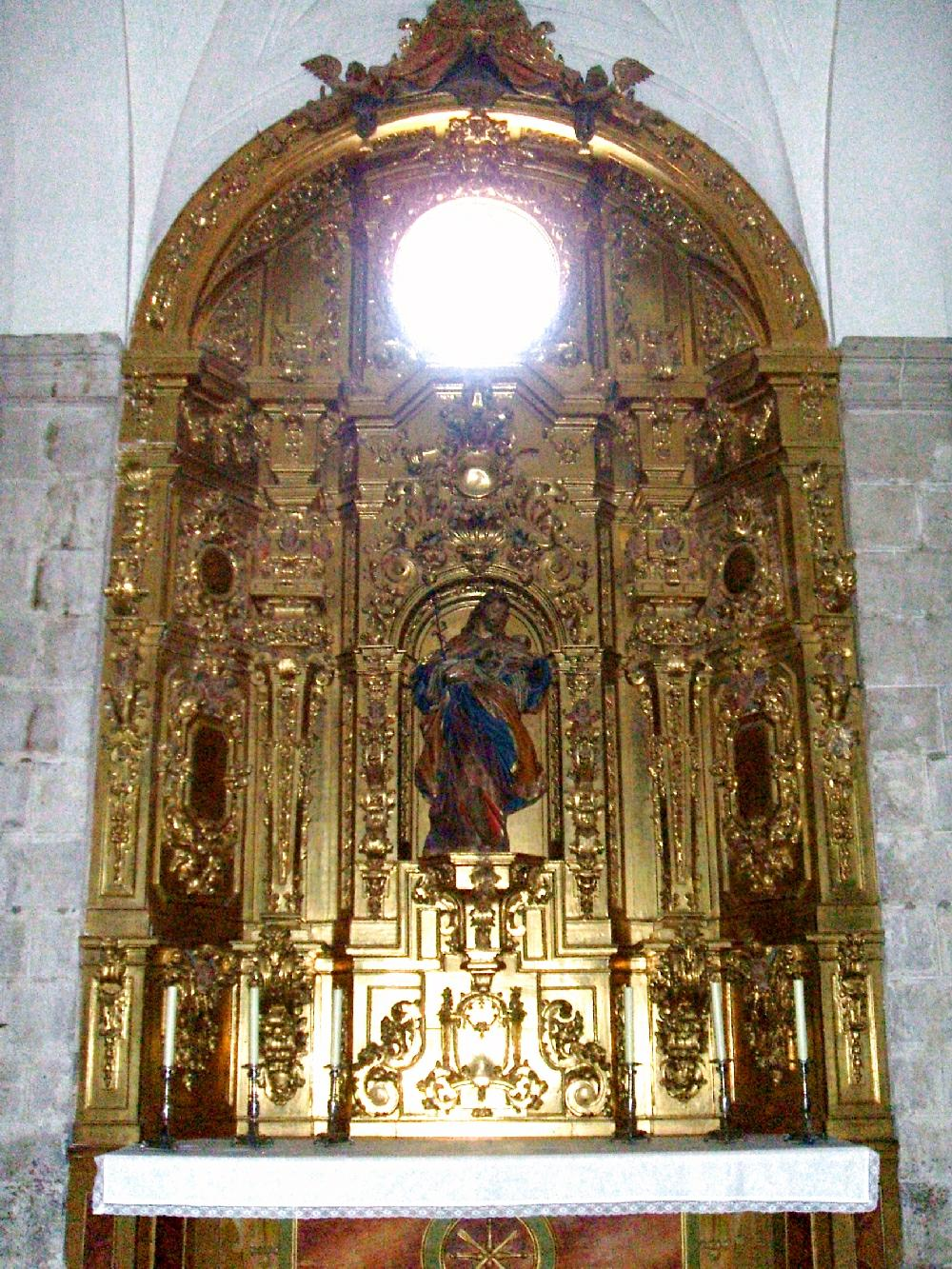
Capella de Sant Josep.

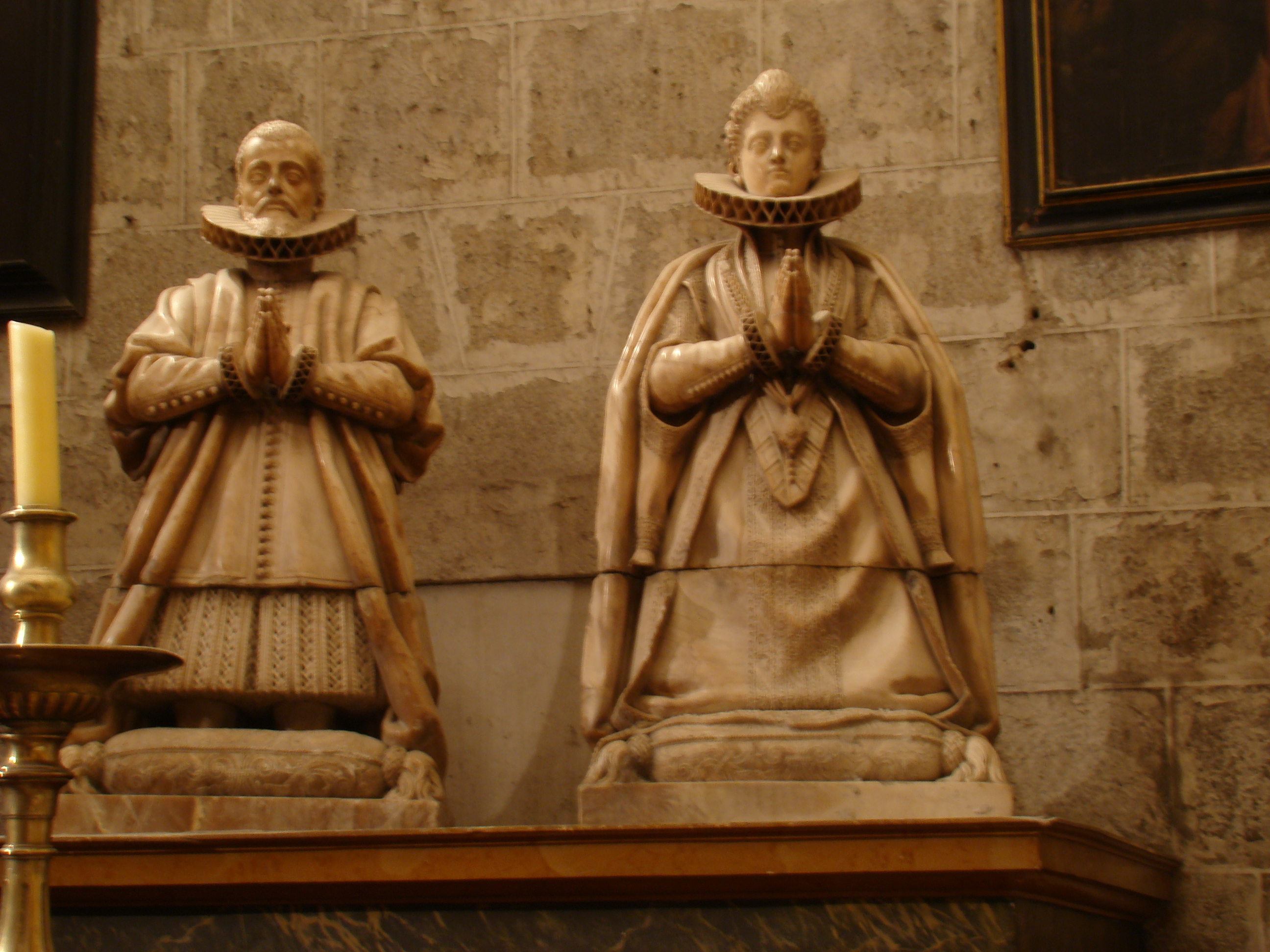
Escultures funeràries de la família Venero i Leyva

Conté les escultures funeràries de diversos membres de la família Venero i Leyva, provinents de la Capella de Santa Caterina del Convent de Sant Francesc, atribuïbles a Francisco de Rincón i realitzades en alabastre. En aquesta capella han rebut sepultura també els últims arquebisbes de Valladolid. El retaule major, d'estil barroc, amb estípits i daurat, data de 1712, sent la imatge titular atribuïda a Pedro de Ávila.
Compte a més amb una sèrie de llenços del segle xvii, alguns d'ells còpies de quadres de pintors com Tiziano (Sant Jeroni), Rafael (La caiguda en el camí del Calvari), Caravaggio (Incredulitat de Sant Tomàs), Mateo Cerezo (Assumpció de la Mare de Déu) i Felipe Gil de Mena (la Verònica). Un dels llenços, una Anunciació, està signat per Francisco Ignacio Ruiz de la Iglesia en 1671. La reixa que tanca la Capella va ser forjada a Vitòria en 1712, sent realitzada la seva cornisa per Alonso del Manzano.

#### Capella de Sant Pere Apòstol

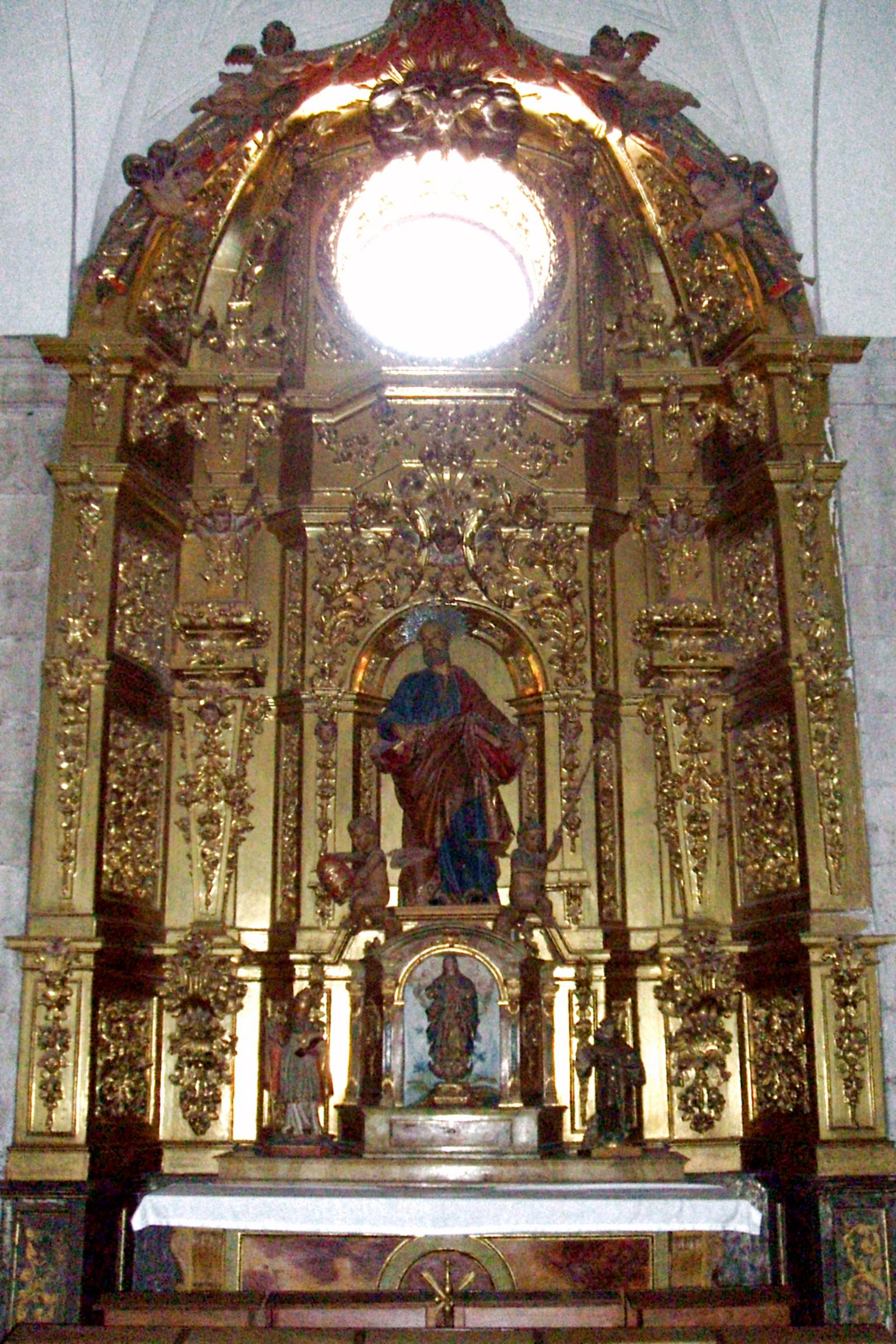
Capella de Sant Pere.

Es va acabar la seva realització en 1712, sent col·locat el seu retaule, també barroc i amb estípits, dos anys més tard. La seva escultura titular és atribuïble a Pedro de Ávila. Compta amb una escultura de l'Assumpció. Conté a més dos petits retaules salomònics, procedents de l'antiga església de Sant Esteve, a Portillo, avui desapareguda.
La seva reixa data del segle xvi, sent recomposta dos segles més tard. Es troben a més una sèrie de pintures de sants, totes elles del segle xvii.
En aquesta capella i l'anterior es troba actualment una col·lecció de dotze destralers de bronze realitzats a Barcelona al segle xviii.

#### Capella de l'absis
És vuitavada, construïda amb maó i guix, adornada amb algunes motllures i mènsules d'estil barroc i totalment arrebossada. Posseeix un retaule neoclàssic, idèntic al de la capella absidal del costat de l'Evangeli, que acull un gran llenç sobre el tema de la Transfiguració, obra atribuïda a Lucas Jordán. A través de la capella es realitza l'ingrés al temple per la façana est que dona a la plaça de la Universitat, tancant-se amb unes portes d'estil rococó, molt deteriorades, procedents de l'església del monestir de San Benito el Real de Valladolid, on originalment van tancar el rerecor d'aquesta església. Van arribar a la Catedral el 1866.

### Sagristia
La sagristia de la catedral era l'antiga capella de la Immaculada, l'única construïda del sector de la capçalera després del creuer. Va ser patronat de don Pedro de Arce, però va ser habilitada en 1960 com a sagristia. Es va construir en 1655, i de dos anys més tard és la seva reixa. Conté una sèrie de pintures originals i còpies, diverses taules amb peces en coure i un retaule neoclàssic amb un quadre de l'Anunciació, obra de Bartolomé de Cárdenas. Conté també una senzilla caixoneria neoclàssica de principis del segle xix. En dependències contigües es troba una sèrie de retrats dels Bisbes i Arquebisbes de Valladolid des de Bartolomé de la Plaza fins als nostres dies.

### Sala capitular
Es troba integrada entre les capelles de l'antiga col·legiata. Va ser construïda al segle xvii, usant part d'una crugia del claustre col·legial. Es cobreix amb volta de canó amb llunetes i guixeries. Posseeix un cadirat barroc tallat el 1764 per al cor alt de l'església del monestir de San Benito el Real de Valladolid i traslladada a la catedral el 1867. A més, conté diverses pintures i escultures, dues d'elles portades de San Pablo de la Moraleja.